# 植物園

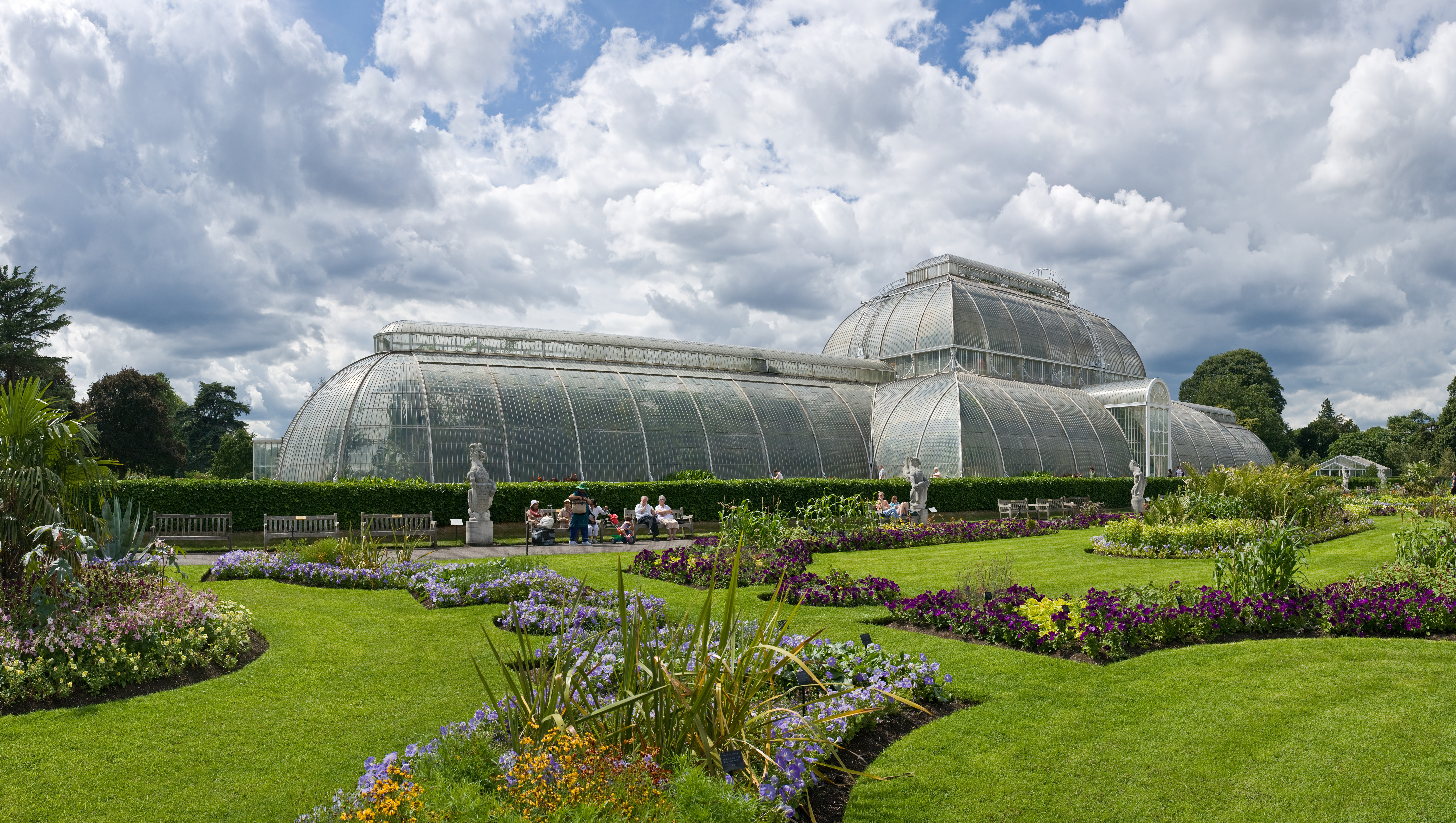
イギリスのキューガーデン

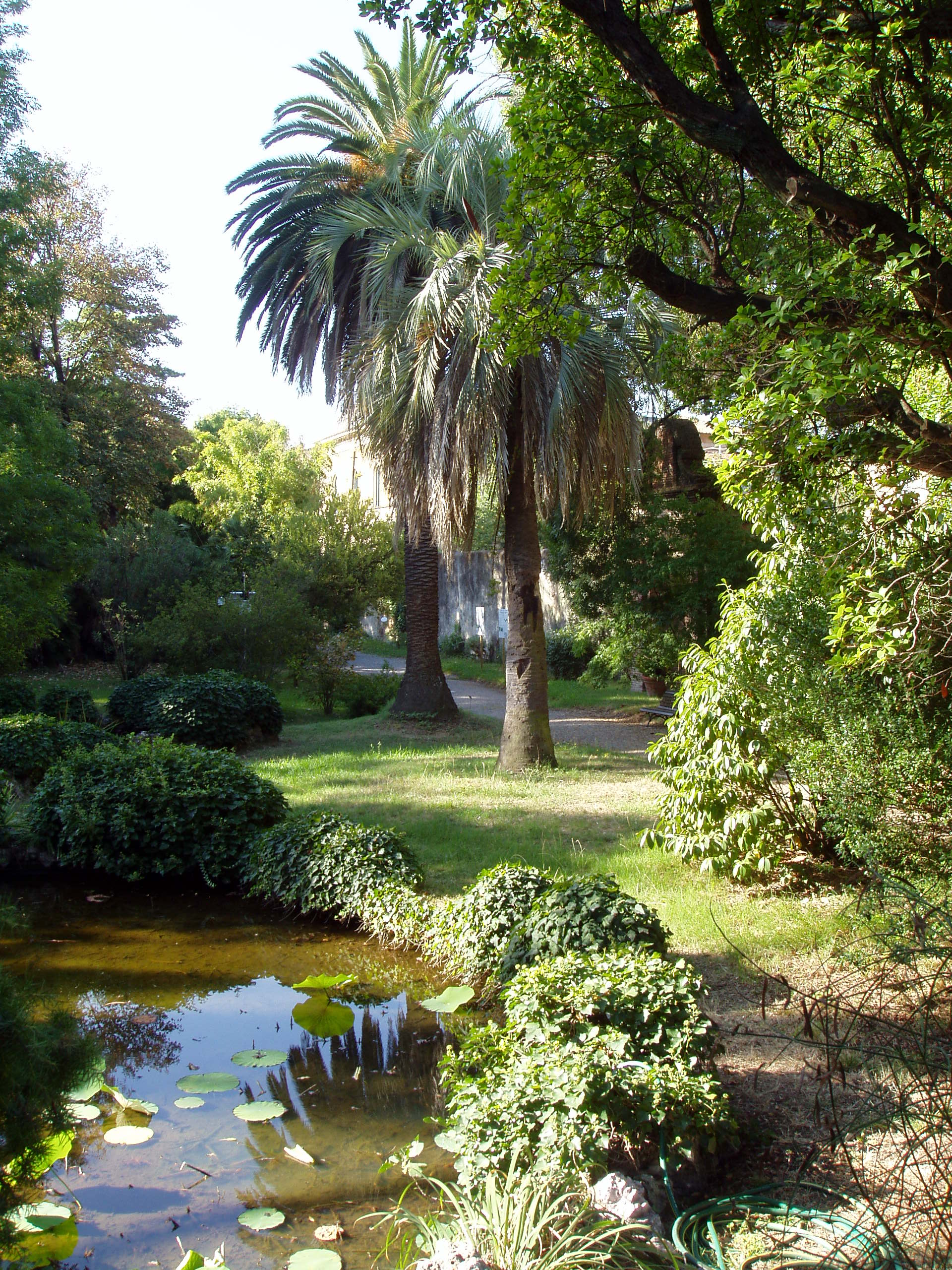
イタリアのピサ植物園（ピサ大学内）：植物学者ルカ・ギーニの元で1544年に設立されたヨーロッパで最初の大学植物園、それは1563年と1591年に再び移転

植物園（しょくぶつえん、英語：botanical garden, botanic garden）とは、単なる庭園ではなく、英語を直訳すれば「植物学庭園」となるように、大学や研究機関が植物学研究のために用いる植物（花卉・樹木）を、収集・分類・栽培し、さらにそれらの標本（押し葉標本など）を保管するための施設である。したがって、植物園は狭義の庭園（圃場）だけでなく、植物標本館（ハーバリウム）も園内に有する。
植物園は多くの機能をもつ（#役割と機能）。とりわけ遺伝資源収集の拠点、すなわち種子銀行として役割が大きい。一定の専門性をもつ植物園もあり、薬草（薬用植物）や香草のための薬園・ハーブ園、あるいは帰化植物や世界各地の植物、例えばサボテンなどの多肉植物、熱帯植物、高山植物などを栽培するための温室・日よけなどを備える場合もある。植物園は、公園と同様の憩いの場、あるいは観光施設として市民に開放されていることもあり、ツアー、教育展、美術展、図書室、野外演劇や演奏会のための場を提供することもある。環境保全（保全生態学）や持続可能性についての啓発活動が行われることもある。
植物園の歴史は極めて古い（#歴史的発展）。西洋の植物園の起源は、古代ギリシアのテオプラストス（アリストテレスの友人）によってつくられたリュケイオンの庭園にさかのぼり、その性質は現代の植物園と必ずしも異ならない。近代的な植物園の原型は、ルネサンス期の16世紀、イタリアのピサ大学に併設された植物園（ピサ植物園）にさかのぼる。18世紀後半、帝国主義が世界を席巻するなかで、プラントハンターによって世界各地の植物がヨーロッパに集められ、特にイギリスの、ロンドン近郊のキューにある王立植物園（キューガーデン）が中心地となった。

## 定義

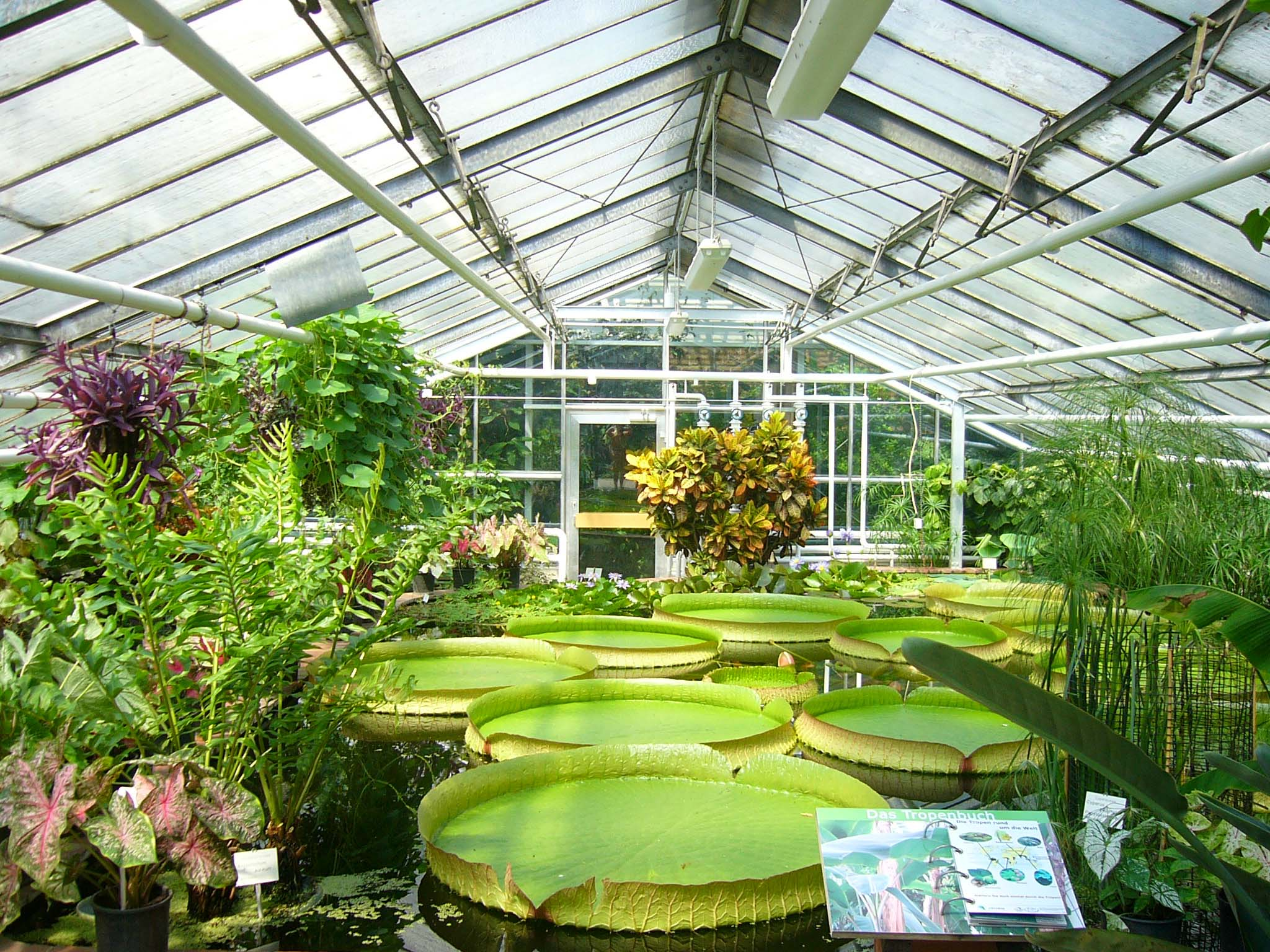
ブラウンシュヴァイク植物園、ブラウンシュヴァイク、ドイツ。ビクトリアamazonica、巨大なアマゾン睡蓮

世界中の主要な植物園の役割は、教科書に定義できるほど広く似ていると考えられてきた。以下の定義は、1976年にコーネル大学のLiberty Hyde Bailey Hortoriumのスタッフによって作成された。これは、植物園に一般的に関連する多くの機能と活動をある程度網羅している。
植物園は、その特定の事業に不可欠な図書館、植物標本館、研究所、および博物館とともに、教育および研究の目的で科学的管理下にある植物の生きたコレクションを維持するため管理され、配置された施設。各植物園は、その人員、場所、規模、利用可能な資金、およびその憲章の条項に応じて、それぞれ独自の関心分野を独自に開発。温室、試験場、植物園、樹木園、およびその他の部署を含めうるが科学的なだけでなく植物成長しているスタッフを維持する、そして、出版は表現のその主要なモードの1つでもある。
この広範な概要は、その後以下のように拡張される[2]
植物園は、独立した機関、政府機関、または大学や大学に所属している場合があるが教育機関の部門であればそれは教育プログラムに関連している可能性がある。いずれにせよ科学的目的のために存在し、他の要求によって制限または転用されるべきではなく、それは芸術的かもしれないがそれは単なる手入れの行き届いたまたは装飾用の庭でもなく、また単に植物にラベルが付いている実験ステーション施設や公園でもない。施設の意図する重要要素は植物の知識の習得と普及である。
現代的な植物園はその管理組織が美しい庭園を維持しているが、科学的研究などの目的のために実際または潜在的な価値をもつ遺伝の機能ユニットを含めた生きた植物・保存植物の文書コレクション保持と、厳密に保護された自然の都市緑地でもあり、教育、公共展示、環境保全、持続可能な利用、観光およびレクリエーション活動、市場性のある植物ベースの製品の生産、および人間の福祉向上のためのサービス機能をもつ。
「新王立園芸協会ガーデニングの辞典」（1999）によると、植物園は科学的な活性を有する多くの公共園があること、そして様々な種類の植物園団体の中から、より簡略な定義を引き合いに出していることを指摘しているのは世界自然保護基金が1989年に「植物園保全戦略」を開始した際の基金とIUCN：「植物園は科学的に整理され維持された植物のコレクションを含む庭園であり、文書化され、表示され、レクリエーション、教育の目的で一般に公開、と研究を司る」としたが、これは植物園自然保護国際機構によって「真の植物園の精神を包含する」という次の定義にさらに簡便化されたという。「植物園は研究、保全、展示および教育について科学的目的のために文書化された生きた植物のコレクションを保持する機関」

### 植物園ネットワーク

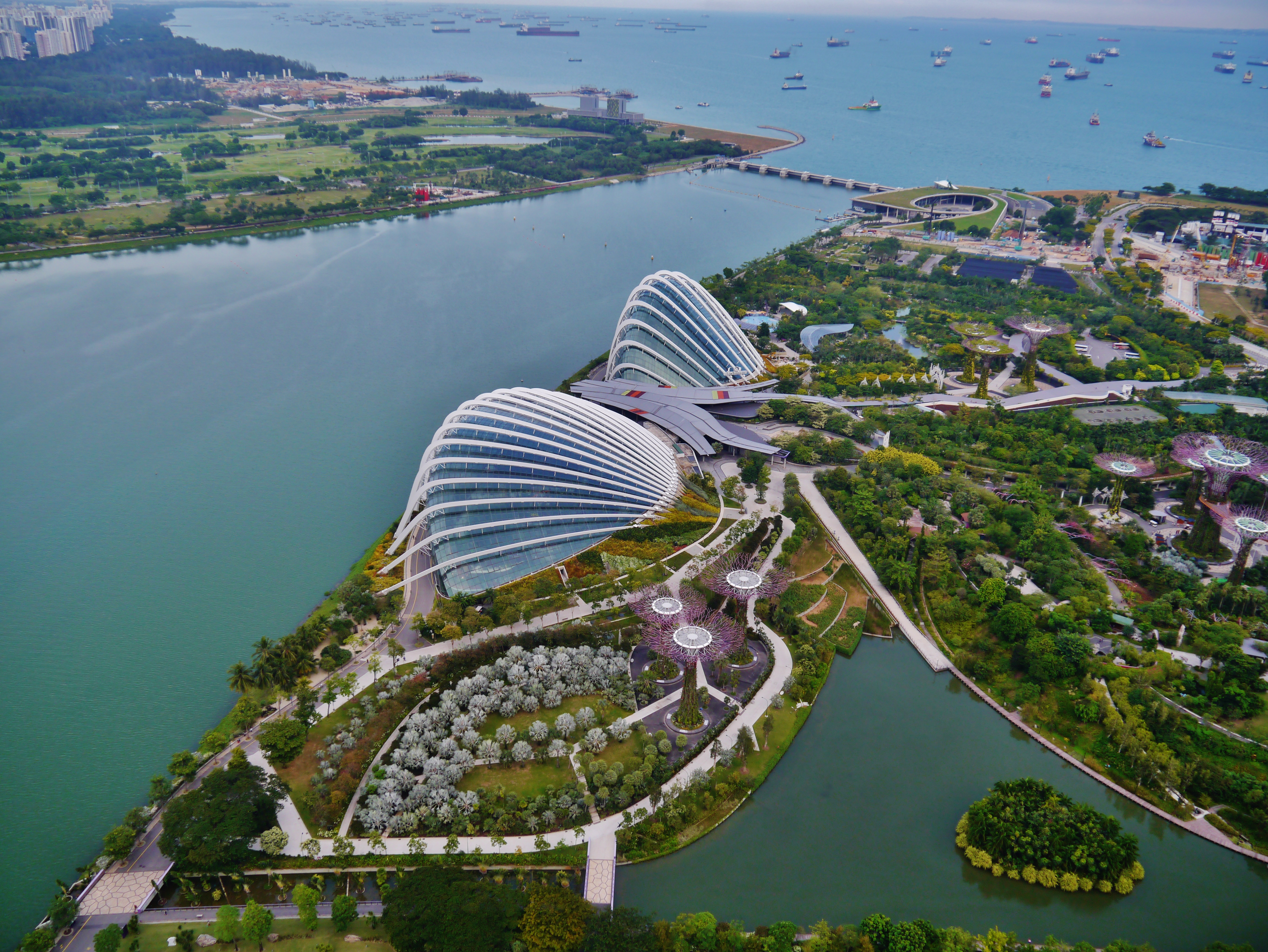
シンガポールガーデンズバイザベイ

世界的には、現在ある約1800もの植物園、樹木園約550のうち（主に温帯地域で）約150がヨーロッパ（150のうちにはロシアも）で北米の200に加え、東アジアが増加中である。これらの園は約300万人が訪れている。
歴史的に植物園は種のリスト出版を通した植物情報交換（これらは18世紀にラテン語：Indices Seminaeと呼ばれた）で植物と植物園間の情報両方をやりとりするというシステムで、これは今日も続いているが、近年は遺伝的海賊行為や侵入種の伝染の可能性が注目を集めている。
国際植物園協会は1954年に国際生物科学連合に加盟した世界的な組織として結成された。さらに最近では「植物園を動員し、人々と地球の幸福のために植物の多様性を確保するためにパートナーを関与させる」という使命を持つ、植物園自然保護国際機構（Botanic Gardens Conservation International（BGCI）による調整も行われている 。BGCIは118カ国に700を超える会員を擁し（大部分は植物園）、幅広い資源と出版物を作成し、国際会議や保全プログラムを組織することによって、植物保全の世界戦略を強く維持している。
コミュニケーションは地域的レベルにもなされる。アメリカには、アメリカ公共庭園協会 （以前のアメリカ植物園とアルボレタ協会）があり、オーストラリアにはオーストラリアとニュージーランドの植物園協会（BGANZ）がある 。

## 歴史的発展
植物園の歴史は植物学の歴史そのものと密接に関係している。16世紀と17世紀の植物園は薬用庭園であったが、植物園という考えはヨーロッパの植民地や他の遠く離れた土地からもたらされる美しく、奇妙で、新しく、時には経済的に重要な植物標本の展示が含むように変わっていく。その後18世紀にはこれらの新しい宝物を注文しよう関連する植物標本館で従事する植物学者らによって考案された最新の植物分類システムが実証され、より多くの教育材料と化す。その後19世紀から20世紀にかけては園芸と植物学の両方の側面で実証され、専門家によるコレクションと折衷的なコレクションの組み合わせに向かう傾向をみせていく。
各国の主要植物園の歴史を紐解くと、イギリスがパラゴムノキをブラジルからひそかに盗み出した事件など、国家的な遺伝資源の争奪戦のドラマが、植物園を舞台に繰り広げられてきた。

### 先駆

#### 古代史の壮大な庭園

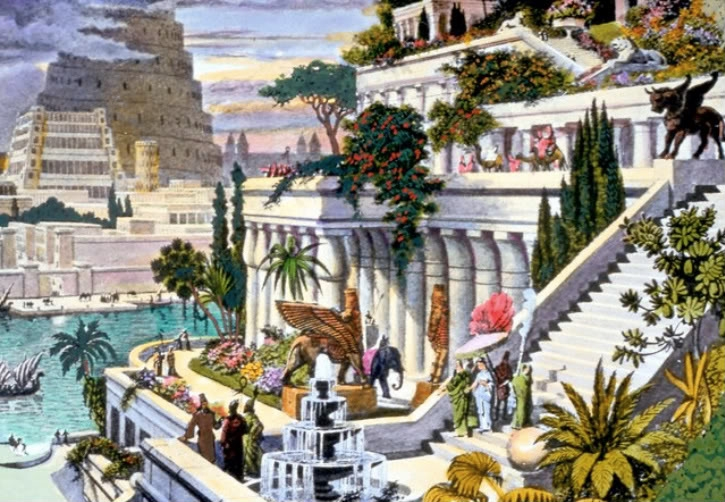
背景にバベルの塔 があるバビロンの吊り庭園 、マールテン・ファン・ヘームスケルクの原画による16世紀の版画

学術的な植物園の最古のものは、エジプトのアレクサンドリアにあったアレクサンドリア図書館に隣接して設けられていたものだと思われる。アレクサンドリアのものは、薬草として使うために、種類ごとに採集、分類して栽培されていたものだと伝えられている。用途はハーブオイル、治療など多岐にわたる。それ以前となると、世界七不思議に数えられたバビロンの空中庭園があるが、これが果たして今日の理解でいうような、つまり遺伝資源収集の場としての植物園であったのかどうかは疑わしいが、西暦前2世紀からは経済的な用途や展示のために海外での特別な集会や軍事キャンペーンによって、少々なりとも獲得された植物も含め、近東のロイヤルガーデンは古代エジプト、メソポタミア、クレタ、メキシコ、中国において、知られている。古代中国の神農は、経済的または薬用価値のある植物を探して遠くの地域にコレクターを派遣。またこうしたことが示唆されたものにメソアメリカのスペインの征服があり、これが植物園の歴史に影響を与えた。ネサワルコヨトル王によって設立されたテノチティトランの庭園、チャルコ (Chalco (altépetl)) などの庭園が大幅にスペイン人を感心させたのは、それらの外見だけでなく、先住民族のアステカ人がヨーロッパの古典的な世界よりもはるかに多くの薬用植物を栽培していたという事実である。
薬草栽培は、中世ヨーロッパでは修道院を中心に盛んに行われた。中世初期の庭園でイスラムスペインの例では医師が造った11世紀ウエルタデル・レイの庭、将来の植物園に似ていたものにトレドのイブンワフィド（999から1075 CE）がある。これは後に西暦1085年のキリスト教征服まで、庭師のイブンバサール（西暦1085年）によって引き継がれた。その後、Ibn Bassalはセビリアに庭園を造成。庭のほとんどの植物はモロッコ、ペルシャ、シチリア、エジプトなどの植物探検で集められたものである。モントピーリア医学校もスペインのアラブ人医師によって設立され、西暦1250年までにフィジカルガーデンを備えていたが、この場所には1593年まで植物園の地位が与えられなかった。

#### フィジカルガーデン
植物園は、現代の意味では薬園から発展しており、その主な目的は医学的用途のための薬草栽培と、研究と実験で、そのような庭園には長い歴史があり、ヨーロッパでは、例えば、アリストテレス（384   BCE - 322   BCE）はアテナイのリュケイオンに薬用庭園を持っていたといわれている。それは教育目的と植物学の研究のために活用され、彼の弟子で「植物学の父」テオプラストス によって受け継がれるが、科学史家の間でもいくつか諸説あるが、この庭は「植物」の役割について科学的に解明して植物学者や薬理学者が所属するヨーロッパで最古の植物園である痕跡があって、アントニウスキャスター、ガイウス・プリニウス・セクンドゥスらに1世紀に言及されている。これら古代の庭園も現代の植物園の特徴といくつか共通しているが、現代の植物園の先駆は一般的に皇帝シャルルマーニュ時代にローマ帝国の衰退後に始まった中世の修道院（789 CE）でこれらはhortus含む野菜用の庭、さらに別の区画は薬用植物のために用意されていて、これはherbularis、herbularis またはhortus medicus  — より一般的にはviridariumガーデン、そしてviridariumとして知られている — または果樹園であり、シャルルマーニュ期に Capitulary de Villisが発行され、庭園づくりもおそらくその推進力を与えられたであろう。これらの多くは、ヨーロッパ大陸でしか発達していなかったがイギリスの庭園でも発見され、過去の植物導入過程が示されている。ニコラウス5世も植物学の教育を促進するために薬用植物の庭を1447年にバチカンの敷地の一部に置くが、これは1540年代において設立するパドヴァ、ピサ大学の庭園の先駆けであったが明らかに多くの初期の植物園の設立は、医療専門職のメンバーによる扇動であった。

### 16世紀と17世紀のヨーロッパの庭園

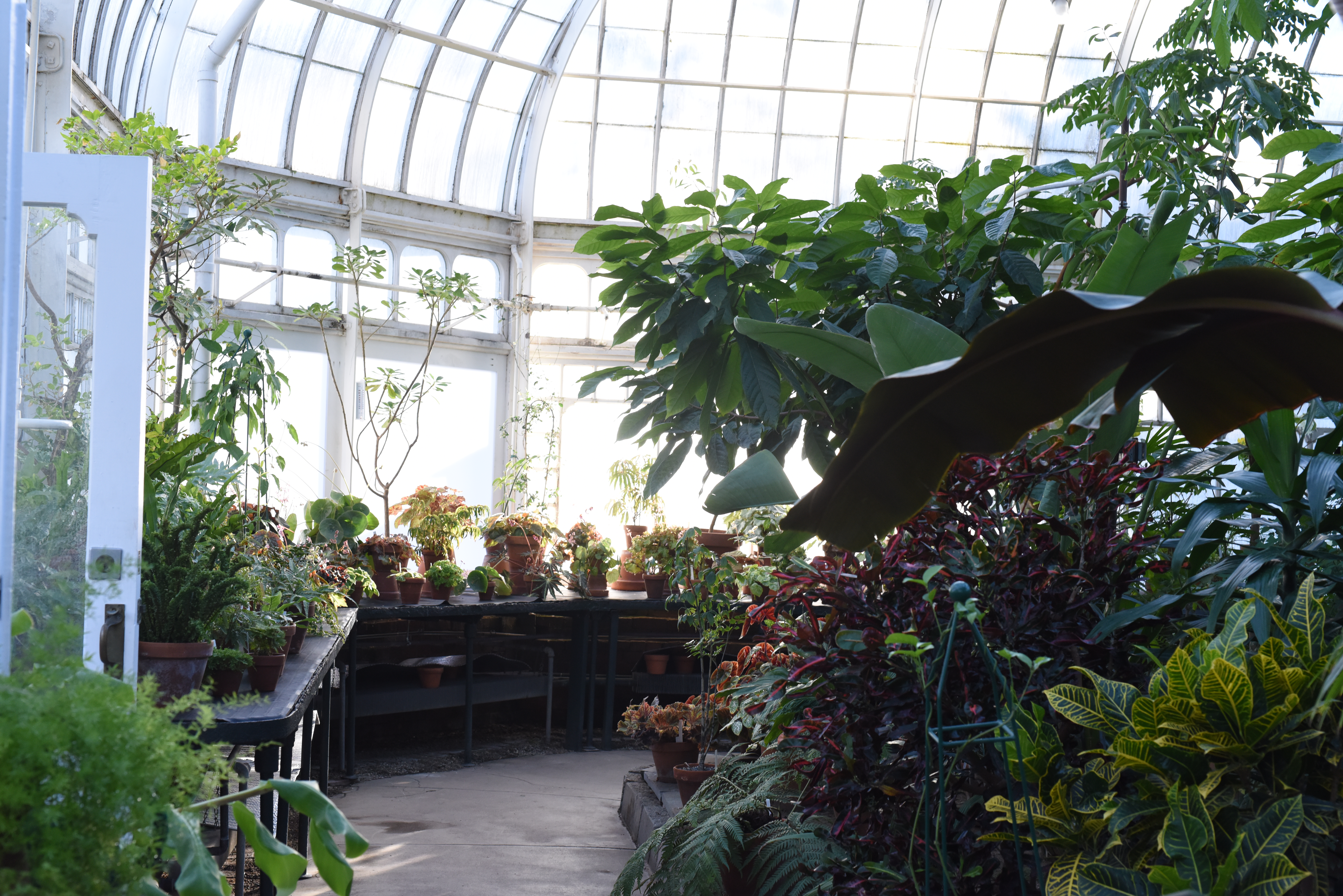
マウントホルヨークのタルコット温室。

17世紀に、植物園は植物についてのより深い科学的好奇心への貢献が始まる。植物園が科学的または学術的なつながりによって定義され、最初の真の植物園もヨーロッパのルネサンスで起こった学びの復活と共に設立された。これらは大学医学部に付属する世俗的な庭園で、教育や研究のための資料として使われていた。これらの庭の園長は、国際的な評判を持つ植物学の教授であることが多く、これはおそらく医学の記述的な付属物ではなく独立した分野としての植物学の創設に貢献した要因ともなった。

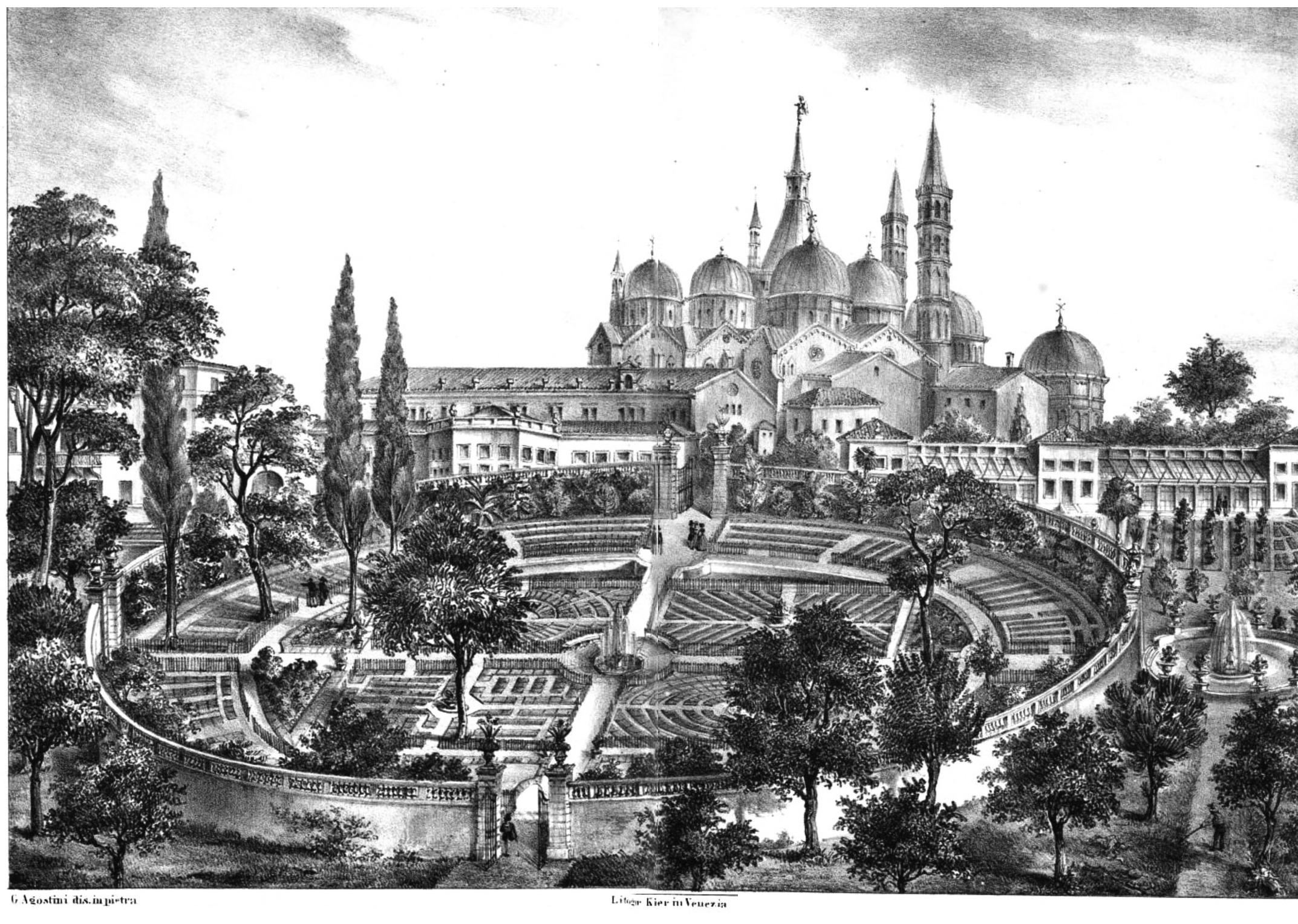
パドヴァ植物園の16世紀の版画—元々の場所にある最古の学術植物園

#### イタリアのルネサンスの起源
南ヨーロッパの植物園は大学医学部に関連しており、イタリア北部のピサ植物園（1544）、パドヴァの植物園（1545）、センプリチ庭園（1545）、パヴィア王立大学（1558年）ボローニャのオルト・ボタニコ（1568年）dell'Universitàdi Bologna （1568年）。医師薬剤師を地中海で「最も単純な」または「講義を配信し公式な理由」で養成。比較的このときに印刷の出現と初代薬草の出版によって、学生教育は疑いなく促進された 。これらの植物園はすべてそのほとんどが現在も元々の場所に存在している。

#### 北欧へ
これらのイタリアの庭園の伝統はスペインのバレンシア植物園（1567）と北ヨーロッパに伝わり、そこでオランダ（ライデン大学植物園、1587; アムステルダム植物園、1638）、ドイツ（テュービンゲン旧植物園、1535; ライプチヒ植物園、1580; イエナ植物園、1586; ハイデルベルク植物園、1593; ヘレンハウゼン王宮庭園ハノーバー、1666; デルクリスチャン-Albrechts-理学部ZUキール植物園、1669; ベルリン植物園、1672年）、スイス（チューリッヒ旧植物園、1560年； バーゼル、1589年）。イングランド（オックスフォード大学植物園、1621; チェルシー薬草園、1673）。スコットランド（エジンバラ 王立植物園、1670）。フランスで（ ジャルダン・デ・デ・モンペリエ植物園、1593;医学部ガーデン・パリ、1597年、ジャルダンデプラント、1635年）、デンマーク（コペンハーゲン大学植物園、1600）。スウェーデン（ウプサラ大学、1655年）などが設立されていく。

#### 植物科学のはじまり
16世紀から17世紀にかけて植物は東ヨーロッパや近隣のアジアから多くの球根を提供し西ヨーロッパの主要庭園に往時の植物専門家らにより輸入され紹介されていた。例えば、アジアの植物についての紹介は、ウィーン大学植物園とライデン大学植物園の理事であったカロルス・クルシウス（1526-1609）による。多くの植物が近東から、特に球根植物がトルコから集められた。

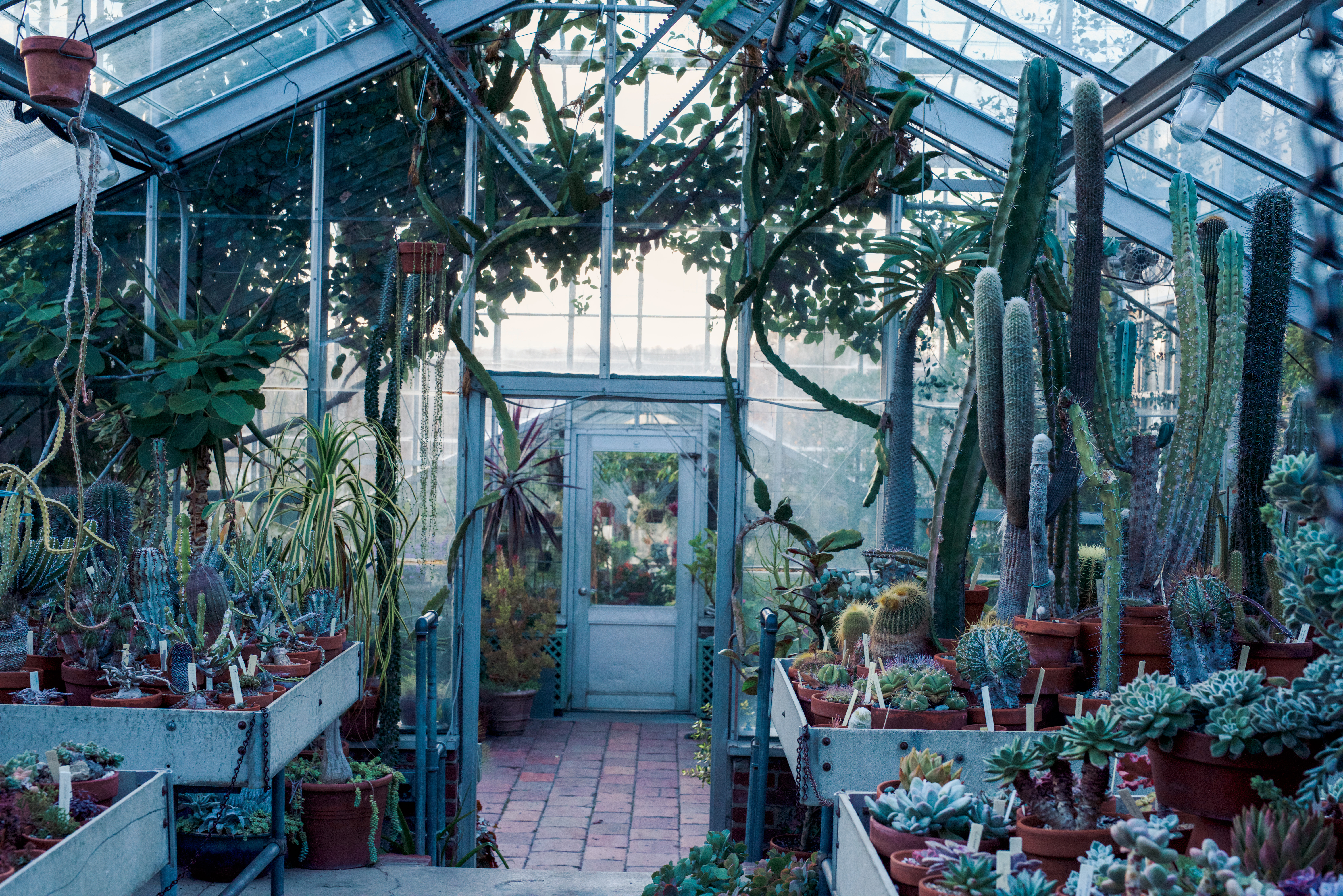
ウェーブヒル植物園

クルシウスはオランダのチューリップの繁殖と球根産業の基礎を築き、詳細な植栽リストは庭を再現可能にしたライデンにおける、ヨーロッパで最初期の正当な植物園設立に効した。hortus medicus（アムステルダム植物園）において1601年のライデンの建物は4つの大陸で4つの区画に分割された完璧な広場で、1720年までにはベッドのシステムとなり、それがhortus academicus（ライデン大学植物園）として知られるようになる。Exoticorum libri decem （1605）には、今日でも問合せがあるエキゾチックな動植物の重要な調査資料であり、植物園に新しい植物の紹介機能が含まれるようになったことで、植物学は徐々に医学からの独自性を主張するようになり、このことは植物園についてその科学的役割が広がったことを意味した。
17世紀半ばから後半にかけてはパリ植物園が関心の中心となっていた。イギリスでは、チェルシー薬草園は1673年に「瞑想協会の庭」として設立されたがこの庭園は温室をもち、1723年にフィリップ・ミラー（1691 - 1771）を庭師に任命。世界中から植物がそこに注がれたので、彼は植物学と園芸の両方に大きな影響を与えた。庭園の黄金時代は世界で最も豊富な植物をもつ園になった18世紀に生まれた。その種子交換プログラムは1682年に設立され、今日も継続している。

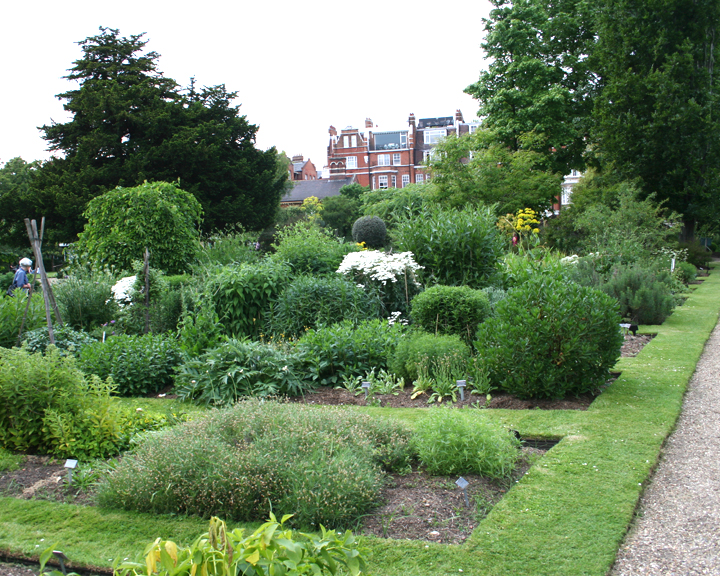
チェルシー薬草園は1673年に設立された。

### 18世紀

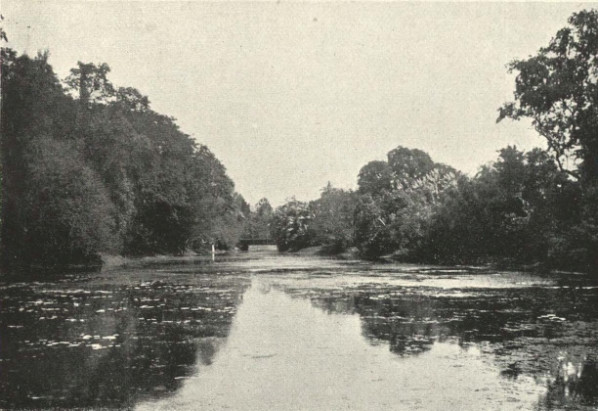
1905年頃のカルカッタ植物園の湖

近世に入ってからは、大学農学部などの枠の中で、こうしたものの普及が広がっていった。有名なものに、イギリスのキューガーデンやドイツのベルリン大学の植物園、インドネシアのボゴール植物園がある。
ルネッサンス以降の大航海時代に入ると世界各地から植物が集められた。植民地の拡大と表裏一体であり、学術的な意義だけでなく当時の権力者の権勢を顕す側面も担っていた。
海上貿易の増加に伴い、これまで以上に植物は遠い国からのトロフィーとしてヨーロッパにもたらされる。これらは意気揚々商用で、富裕層の私的財産で表示された圃場、そして公共植物園インチキューのもののような「オランジェリー」と呼ばれる温かみのある温室などで栽培、多くの植物園の特徴となす。ヨーロッパと北アメリカでの産業拡大は新しい建築技術をもたらし、寒さに敏感な植物は次第に手の込んだ高価な温室で冬の間保管されていく。

#### ケープ、オランダ東インド諸島
18世紀は、エリカ属、ゼラニウム、テンジクアオイ、多肉植物、ヤマモガシ科植物などが、南アフリカのケープから紹介されたことが特徴的である。オランダ東インド諸島とのオランダの交易は、ライデンとアムステルダムの植物園にとって黄金時代をもたらし、温室の建設にブームをもたらした。

#### キュー王立植物園

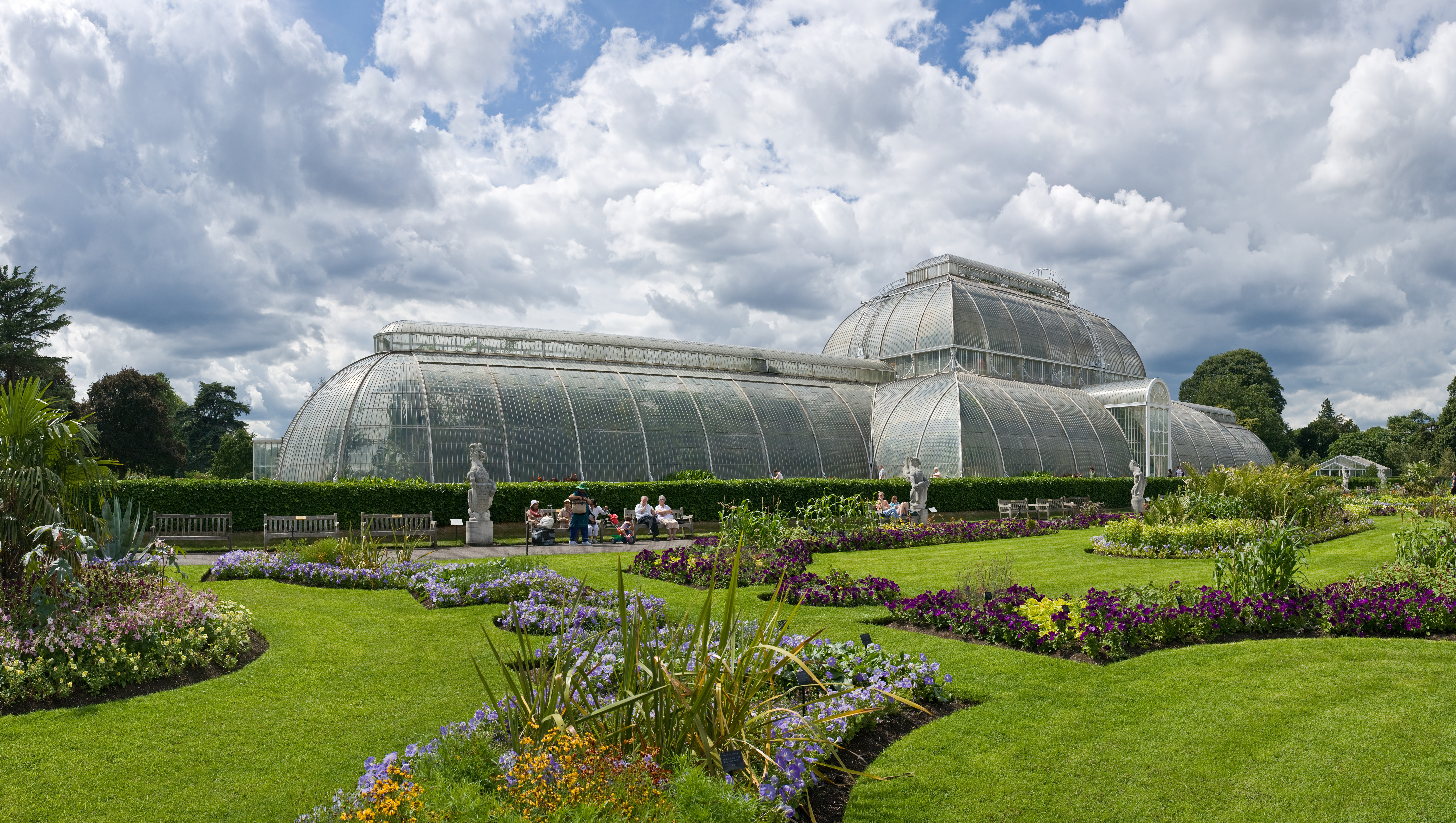
キュー王立植物園、ロンドン、1759年設立。パームハウスはリチャード・ターナーがデシムスバートン設計で1844年から1848年に建てた

キューガーデンのロイヤルガーデンは、ジョージ三世の母であるオーガスタ王女によって1759年に創立。当初はロイヤルガーデンの一部のフィジカルガーデンとして脇に置かれていた。最初の学芸員であったウィリアム・アイトン（1741年 - 1793年）より、チェルシー・フィジック・ガーデンの庭師であるフィリップ・ミラーをケンブリッジ大学付属植物園（1762年）初代学芸員に就任。1759年には「フィジックガーデン」が植えられ、1767年までには「エキゾティックガーデンはヨーロッパで最も豊かになる」といわしめた。キュー王立植物園（1759）、オロタバ順化庭園 （スペイン語） などとテネリフェ島 （1788年）とレアル・ジャルダン・ボタニコ・デ・マドリッド （1755年）は、遠征から熱帯地方に戻った新しい種を栽培するために設立し、新たに熱帯植物園設立に助けとなった。1770年代からはフランスとスペインの例に従って、アマチュアコレクターに正規に園芸と植物の専門植物ハンターが補われこれはヨーロッパ、そして特にイギリスの帝国主義の偉大な時代を示し、それは「アイデア、知識、経済のスタイル、政治、そして商品が国際的に届く手段」があり、「文明」の「普及を通じて正当化された開発」と「改善」をもたらした。
当時、イギリスは北アメリカから多くの木質植物を輸入、そしてウィリアム・フッカー卿の監督のもと経済植物学への強い関心によって促進された海外での園芸と植物の収集遠征を奨励。18世紀末、キューはジョゼフ・バンクス卿の監督下で植物獲得の黄金時代を享受して、南アフリカ・ケープ、オーストラリア、チリ、中国、セイロン（現在はスリランカ）、ブラジルに送り出した。そしてその他の場所で「大英帝国の素晴らしい植物交換所」としても活動していく。初期から現在に至るまで、キューガーデンは植物園の理念を例示し、科学者たちの論文、園芸学生の教育、公共のプログラム、園芸の科学的な支柱であることなどで、世界中で尊敬されていく。

#### バートラムガーデン
1728年、ジョン・バートラムはフィラデルフィアに大陸初の植物園の一つであるバートラムの庭を設立。 庭園は現在、少数のオリジナルの標本と多数の現代標本のほか、大規模なアーカイブと復元された歴史的な農場の建物を含む歴史的な場所として管理されている。

#### 植物分類
説明を必要とする植物の多くは、しばしば庭のカタログに記載されていた。そしてカール・フォン・リンネが現時点におけるリストプロセスを促進した二項命名法のシステムを確立。植物の名前はカードに載せられた乾燥植物標本（hortus siccusによって認証されてhortus siccusまたは建物の中に保存した乾燥植物の庭）が、植物標本館 にて分類学研究機関でそれまで庭園博物館で植物学者によって開発された分類システムを表示する「ためのベッド」を持ち、植物園と植物標本を関連付けられていく。植物学者が新しいエキゾチックな植物について発表し、植物園は現在科学的なコレクションと化す。そしてこれらはまたすばらしい植物イラストを用いて詳細に子孫のために記録されていった。今世紀、植物園は科学的および審美的な事項を優先し薬用機能を低下させ、研究はほとんど行われていない。

### 19世紀

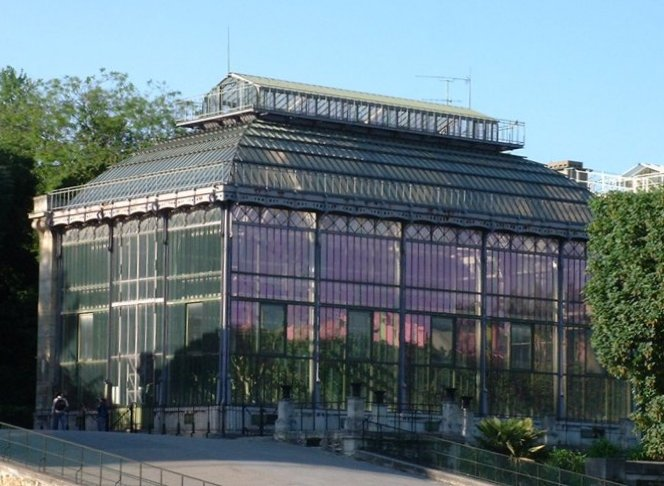
パリ植物園の温室はロオ・ド・フリュリによって1834年から36年に建てられる。フランスのガラスと金属建築の例

18世紀後半から19世紀初頭にかけてインド、東南アジア、カリブ海を中心に植民地時代の拡大の道具として熱帯植物園が設立される。これはまた、ジェームズ・クック大尉による惑星の巡回とオセアニア探検の間のジョセフ・バンクス卿の植物コレクションの時期でもあり、それは大規模な植物導入において最後の段階を形成したものとなる。

#### 熱帯植物園
現在、南および東南アジアに集中している約230の熱帯植物園がある。熱帯地方に設立された最初の植物園はモーリシャスのパンプルムース植物園で、1735年に港を利用して船舶に食料を供給するために設立されたが、後に経済的に重要な多くの植物を試して配布した。その後西インド諸島（1764年セントビンセント植物園）が続き、1786年にはインドのコルカタにあるアチャリアジャガディッシュチャンドラボーズ植物園がオランダ東インド会社の貿易センターとなった。その他はブラジル（リオデジャネイロ植物園、1808）、スリランカ（ペラデニア植物園、1821年と1371年にさかのぼる）、インドネシア（ボゴール植物園、1817年とチボダス植物園、1852）、そしてシンガポール（シンガポール植物園、1822）の庭園が構築された。これらは特に食品や医薬品に関して国の経済に大きな影響を及ぼした。シンガポール植物園へのゴムの木の輸入は、マレー半島に重要なゴム産業をもたらし、このほかにもチークと紅茶がインドに、ブレッドフルーツ、コショウとスターフルーツがカリブ海に導入された。

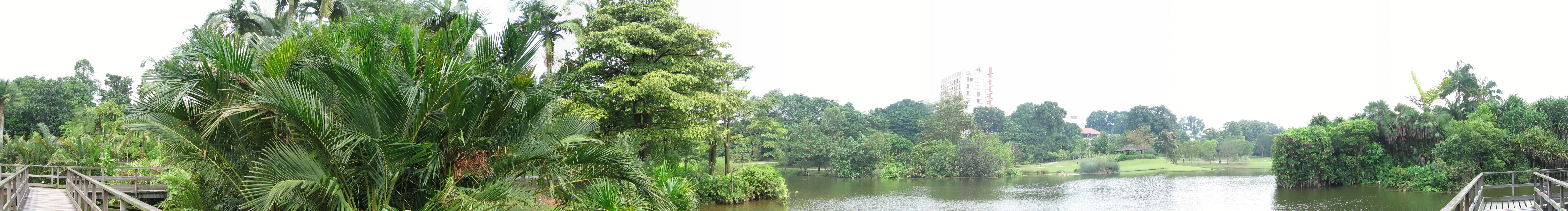
シンガポール植物園は1822年に設立。ブキティマエコ湖

これらの庭園の憲章に含まれているのは、植民地人と地元の人々双方にとっての経済的可能性について地元の植物相の調査であり、多くの作物がこうした庭園によって、または庭園を通して導入された – 多くの場合、キューやアムステルダムなどのヨーロッパの植物園に関連しクローブ、紅茶、コーヒー、ブレッドフルーツ、シンコナ、砂糖、綿、パーム油、そしてカカオ（チョコレート用）など。この間、ゴム工場はシンガポールにもたらされ特に熱帯地方では、広い庭園は植物標本館と経済博物館に密接に関連している。ペラデニアの植物園は、農業の発展に大きな影響を与えたセイロンパラゴムノキ（Hevea brasiliensis）を、南アメリカの圃場から輸入していたキュー経由で導入されたが、他の例としては1732年のチェルシー物理庭園からジョージア州への綿花、カルカッタ植物園によるインドへの紅茶などがあり温帯植物園と熱帯植物園の間の遺伝資源の移動は、熱帯のいくつかの地域で現在利用されている農作物の範囲に間違いなく関与していたのである。

### 20世紀

#### 市民および自治体の植物園
19世紀から20世紀にかけて、多数の市民または自治体の植物園が設立される。科学的な施設やプログラムを開発はないが園芸的側面は強く、植物もしばしばラベル付けされ、収集方針も日々の責任によって決定されたけれども、植物のコレクションを構築しそして世界中の庭と種を交換するという意味で植物園といえる。美しく手入れされた公園以上のものになる傾向はなく、実際には一般的な公園管理下にある。

#### コミュニティ・エンゲージメント
20世紀の後半には、ますます洗練された教育、訪問者サービス、および通訳サービスも見られた植物園は多くの興味を引くようになり、展示もこれを反映、進化論、生態学または分類学のテーマの植物展示、魅力的な花壇や草本の国境の植物園、世界各地の植物、竹やバラ、熱帯植物、高山植物、サボテン、蘭の花などの専門的な温室のコレクション、そして伝統的なハーブガーデンや薬用植物まで揃う。世界有数のランと多肉植物のコレクションの1つであるドイツのフランクフルトにあるパルメンガルテン（1869年）のような専門の庭園も非常に人気があり 在来植物の庭園や自然の植生に捧げられた地域に新たな関心が寄せられた。
政府からの財政的支援の減少に伴い音楽、美術展、特別な植物展、劇場、映画などで収入を増す公共娯楽が増加し、これも「友人」組織の出現とボランティアガイドの活用によって補完されていった。

#### 植物保全
植物保護と並外れた歴史的景観の遺産価値は緊急性を増して扱われてきた。専門の庭には固有の植物や土着の植物を展示するために、別の場所または隣接する場所が与えられることもある。
1970年代に、庭園は植物の保全に焦点を当てるようになる。植物園保全事務局は、世界中の植物園の植物保全活動を調整する目的で1987年にIUCNと世界自然保護連合によって設立された。植物園の生きているコレクションの希少種と絶滅危惧種のデータベースを維持している。多くの庭園は遺伝的変異を保存する生息域外保全コレクションを持っているがこれらは以下のように保管：種子は乾燥され、低温で、または組織培養（Kew Millennium Seedbankなど）で保存される。特別な園芸的、歴史的または科学的な関心のあるものを含む生きた植物として（英国のNCCPGが保有するもののような）あるいは自然植生の地域を管理し保存することによって、コレクションはしばしば元の生息地への再導入を意図して栽培されている。ミズーリ州セントルイスの植物保護センターは、北米原産種を保護調整している。

### 各国の植物園

#### 日本
日本国内には大学や博物館の付属植物園のように学術的目的で運営されるものもあるが、そうした植物園は比較的少なく、市民へ公開されている部分もそれほど大きくない。市民に広く公開されている施設は知的啓蒙を兼ねた娯楽色、憩いの場としての公園的施設として運営されているものが主流であり、地方公共団体における担当部署も、通常公園課や観光課などである。多くの欧米・アジア諸国の有するような遺伝資源収集の国家戦略の拠点であり、なおかつ国民に広く認知された憩いの場ともなっているようなナショナルな植物園は日本には見られず、こうした遺伝資源収集への国民的関心も薄い。
現在、東京大学付属の小石川植物園とその日光分園、北海道大学植物園、東山動植物園（名古屋市）、京都府立植物園、高知県立牧野植物園、福岡市動植物園、各地の万葉植物園などが一般に公開されていて、よく知られている。社団法人日本植物園協会は、2007年から5月4日がみどりの日となることから、この日を植物園の日と位置づけた。

#### 中国
中国では21世紀になって、既存の植物園関係組織などが共同して北京国立植物園と華南国立植物園（広州市）が中国科学院に所属という形で再編成・再建された。

## 役割と機能

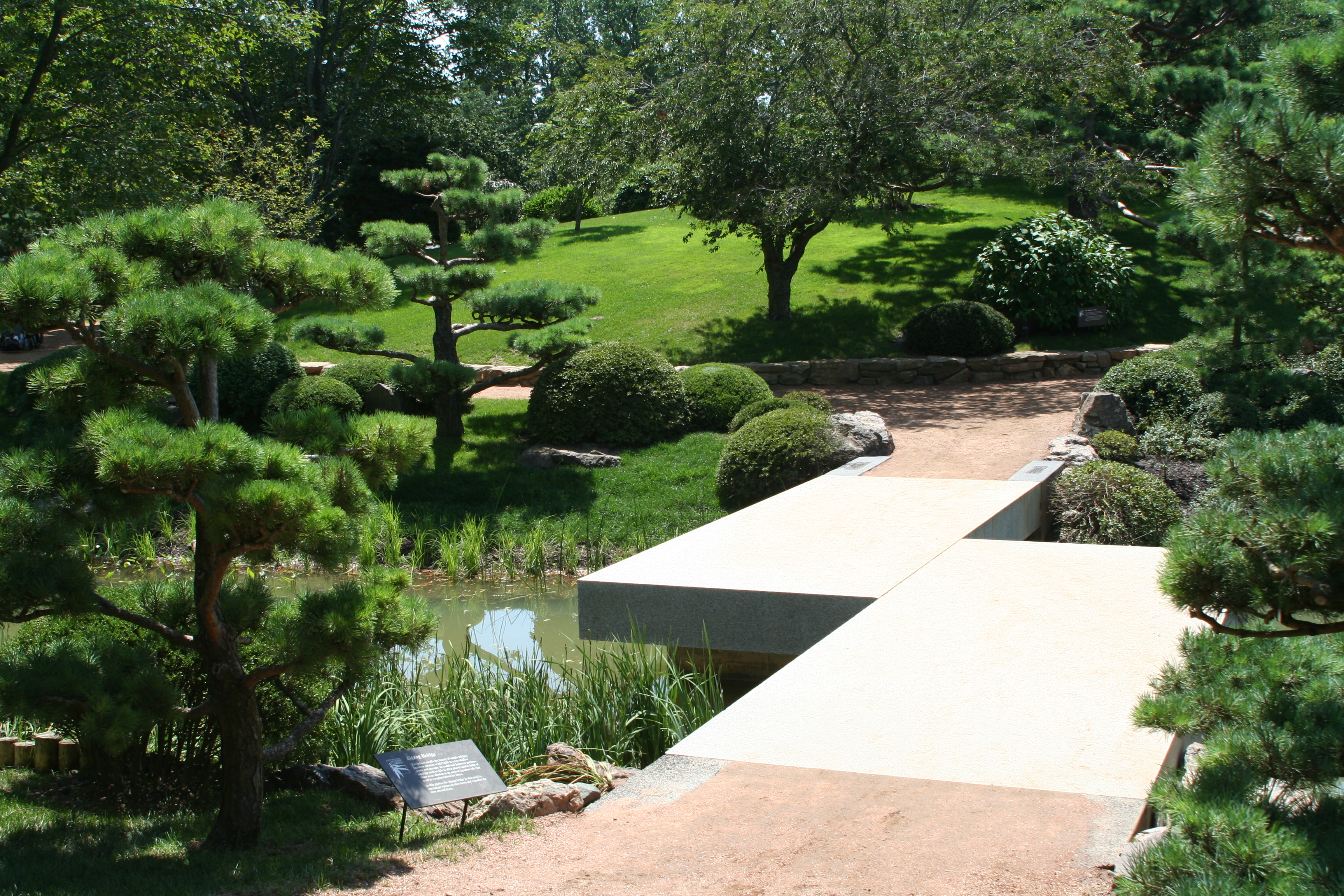
シカゴ植物園、ジグザグ橋（Zig-zag bridge）の景色

植物園の機能の多くはすでに上のセクションで説明されており、植物園の科学的基盤を研究、教育および保全に焦点を当てて強調している。ただし、多面的な組織としてすべての園では独自に特別な関心をもつ。植物園の役割に関する注目すべき論文、メルボルン王立植物園（1852年 - 1873年）所長フェルディナント・フォン・ミュラー（1825年 - 1896年）は、「すべての場合において、（植物園の）対象物は主に科学的で主に有益でなければならない」と述べた。彼はそれからヨーロッパの庭が19世紀の半ばに世界の植物園によって追求されていた目的について多く詳述。多くは公園とは異なる、その時点での植物園の活動範囲の意味を与えるために、彼は「公共と呼ばれるものでの喜びの庭園 」について以下に列挙されている。
| - 科学研究のための植物の利用可能性 - 形態と用途における植物の多様性の表示 - 特定地域の植物の展示（地元を含む） - 特定の家族内で生育する植物 - 彼らの種子や希少性のために育てられた植物 - 主な木材（アメリカ英語：木材）の木 - 経済的に重要な植物 - さまざまな気候の温室植物 - 正確にラベル付けされたすべての植物 - 植物とその性能の記録 - 定期的に発行されている所蔵のカタログ | - 生活コレクションを活用した研究施設 - 植物分類学に関する研究 - 異なる植生タイプの例 - 学生教育 - 植物標本 - 観賞用およびその他の植物の選択および商業への導入 - 植物化学に関する研究（植物化学） - 家畜に対する植物の影響に関する報告 - 少なくとも1人のコレクターが現地調査を続けている |

植物園は一般と非公開の必要性の妥協点を見いださなければならず、同時にレストラン、情報センター、それにゴミや騒音、そして多様性をもたらす販売エリアを含めて情報と訪問者サービスに対して一般の要求を満足させなければならない。魅力的な造園や植栽のデザインは、時には科学的利益と競合することがある。いくつかの庭園は現在、新しい展示品と模範的な環境管理への絶え間ない需要の対象ともなっている景観遺産でもある。現在多くの庭園には、移植に適した花、ハーブ、および野菜の苗木を販売する圃場がある。

## 未来

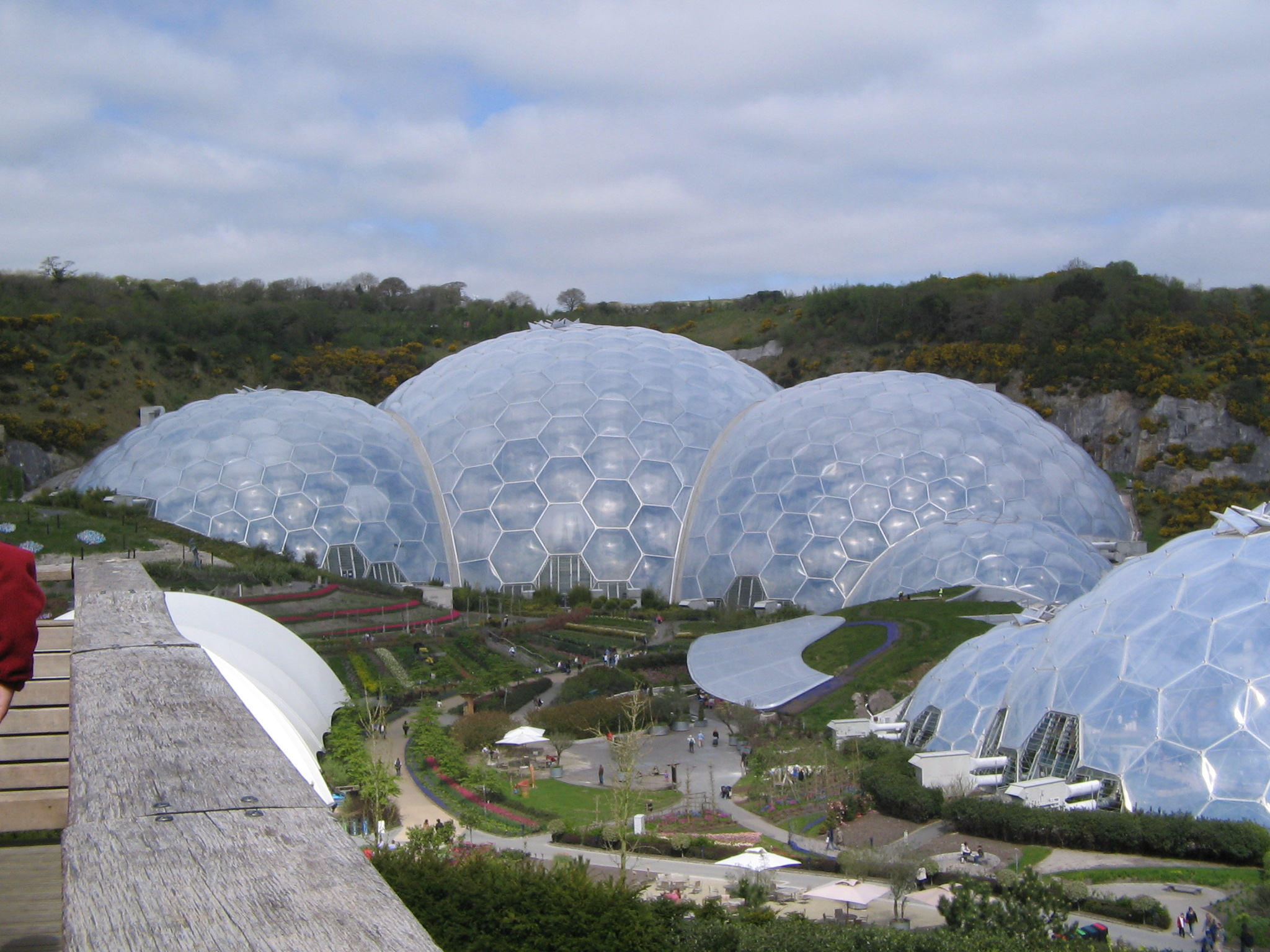
2000年にイギリスのコーンウォールで設立されたEdenプロジェクトには、持続可能性のテーマを探る近代的な植物園が含まれている。

オマーンで最初の植物園が世界で最大の庭園の1つとみられる。この植物園は建設中で完成すると巨大な温室は世界最初の大規模雲霧林を収容したものとなる 。一方近年の中国での植物園の発展、広州の海南植物園や広州の中国科学院華南植物園、西双版植物園、厦門植物園などは注目に値する。先進国では多くは経済的支援の欠如を理由に閉鎖されており、これは大学に付属する植物園に特に当てはまる傾向である。
植物園は常にその日の興味と価値観に応えてきたが植物園に関する初期文献から単一の機能を選択するとすれば、それは科学的努力であり、そしてこれからの教育的価値であろう。形成期には植物園は医師や植物学者のための庭園であったが、それから次第に観賞用の園芸と一般の人々のニーズとの関連性が高まってきた。植物園の科学的評判は現在、その生きたコレクションではなく、植物標本館や同様の施設から出ている出版物によっても判断されており好奇心が強く、美しく、そして新しいものへの興味は薄れることはないようであるが、経済的な植物への関心は今や関連性が少なく、植物分類システムへの関心もほとんど消滅しかけている。
最近では、人間の過剰人口による地球の生態系への脅威と、その結果としての生物学的および物理的資源の必要性に対する意識を高めることに焦点が当てられ、植物園は植物科学において世界と一般の人々とのコミュニケーションという優れた媒体機能を提供している。教育プログラムは保全や持続可能性のようなアイデアの意味と重要性を理解することで、より大きな環境意識を育むのに役立てられている 。

## フォトギャラリー

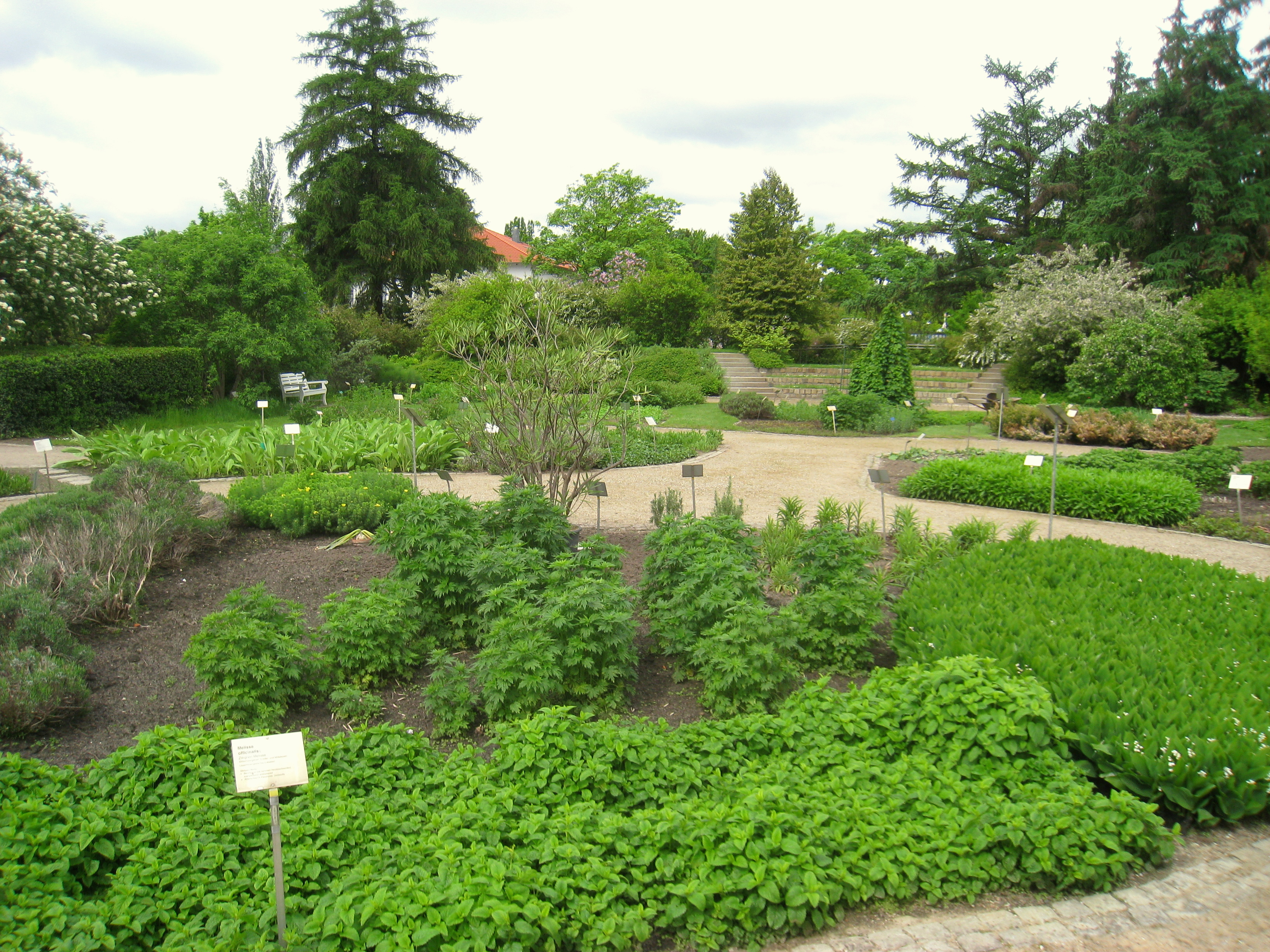
ベルリン＝ダーレム植物園（ベルリン）
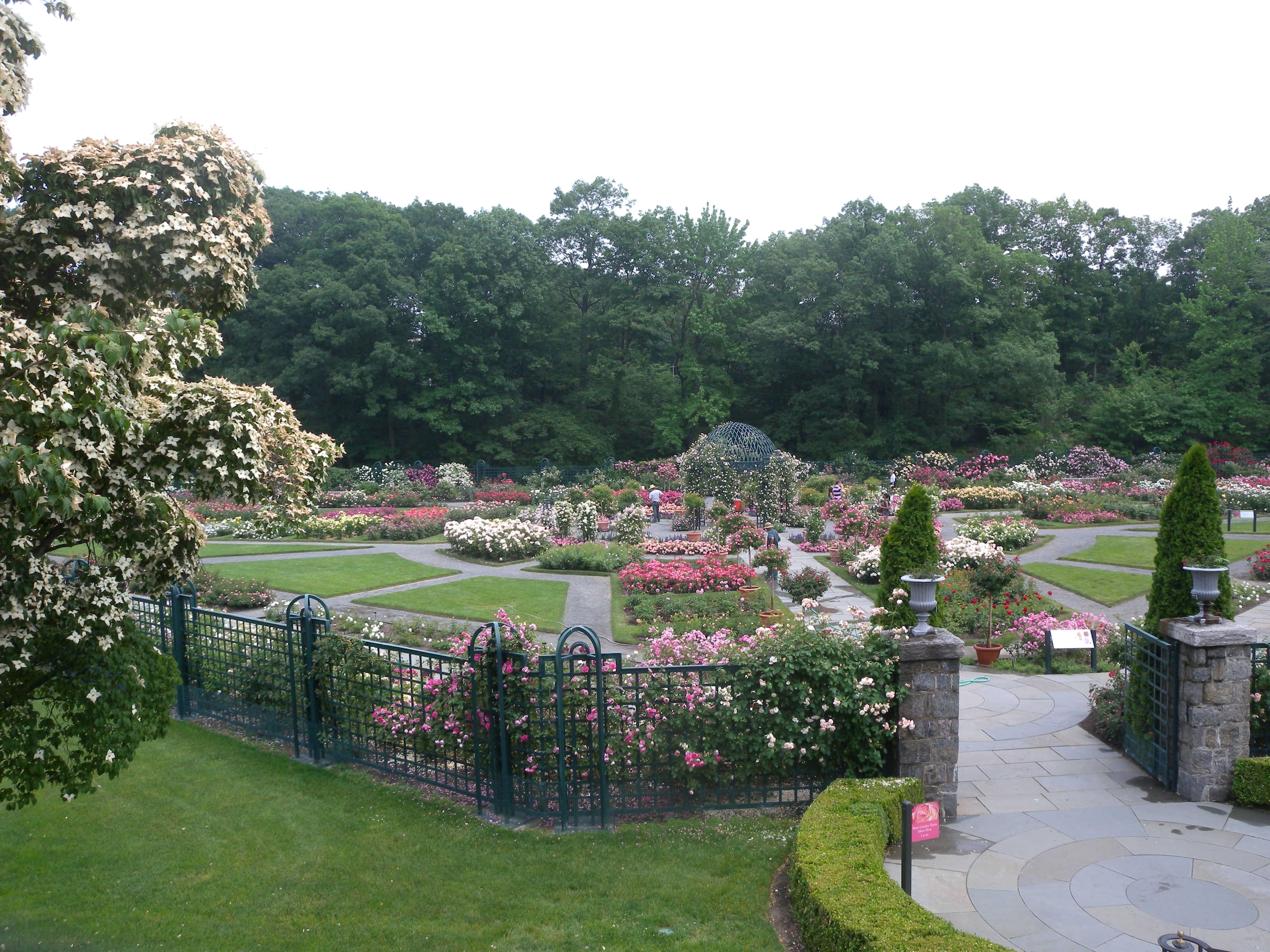
ニューヨーク植物園の薔薇（ニューヨーク）
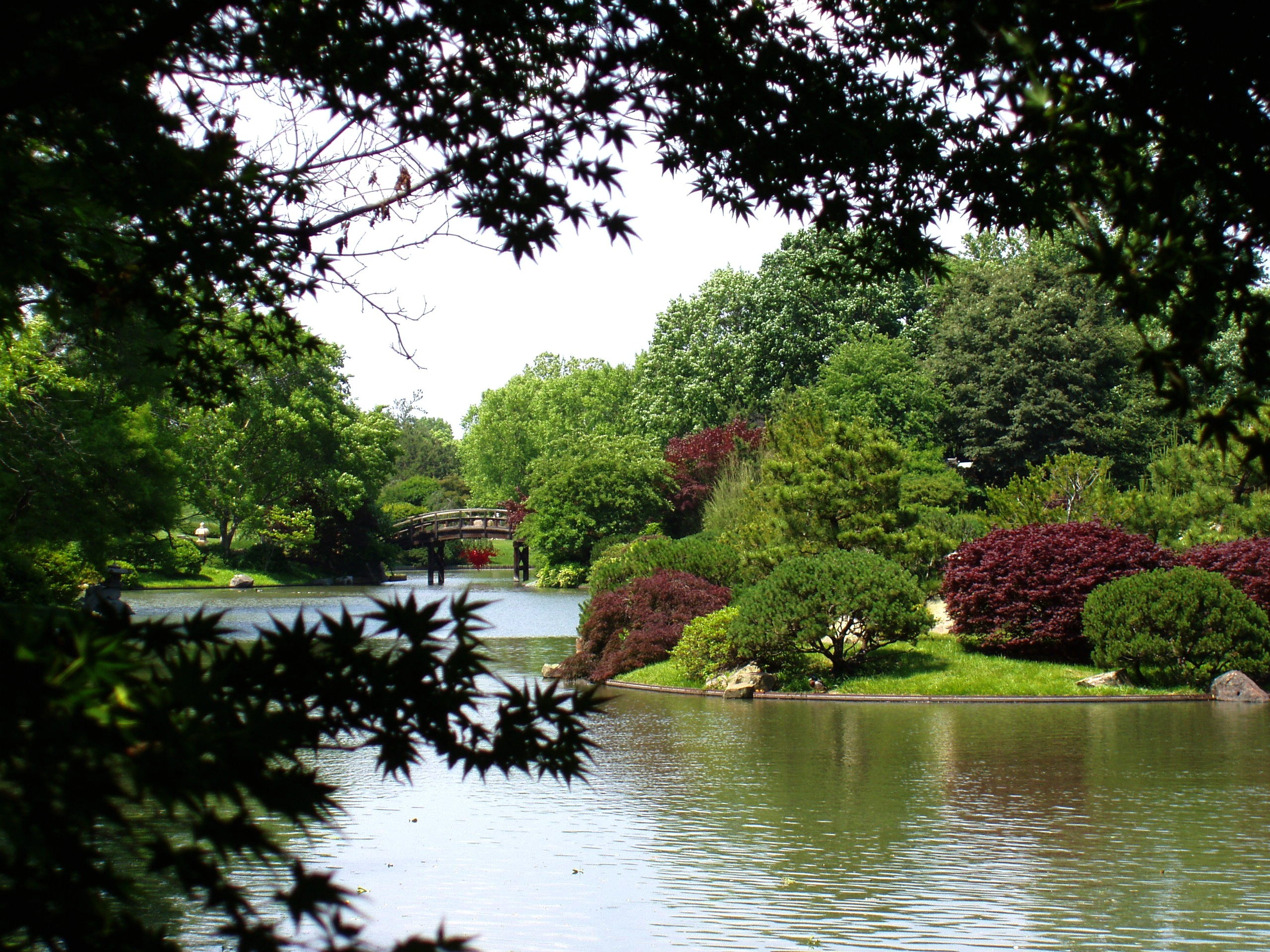
ミズーリ植物園の清和園（セントルイス）
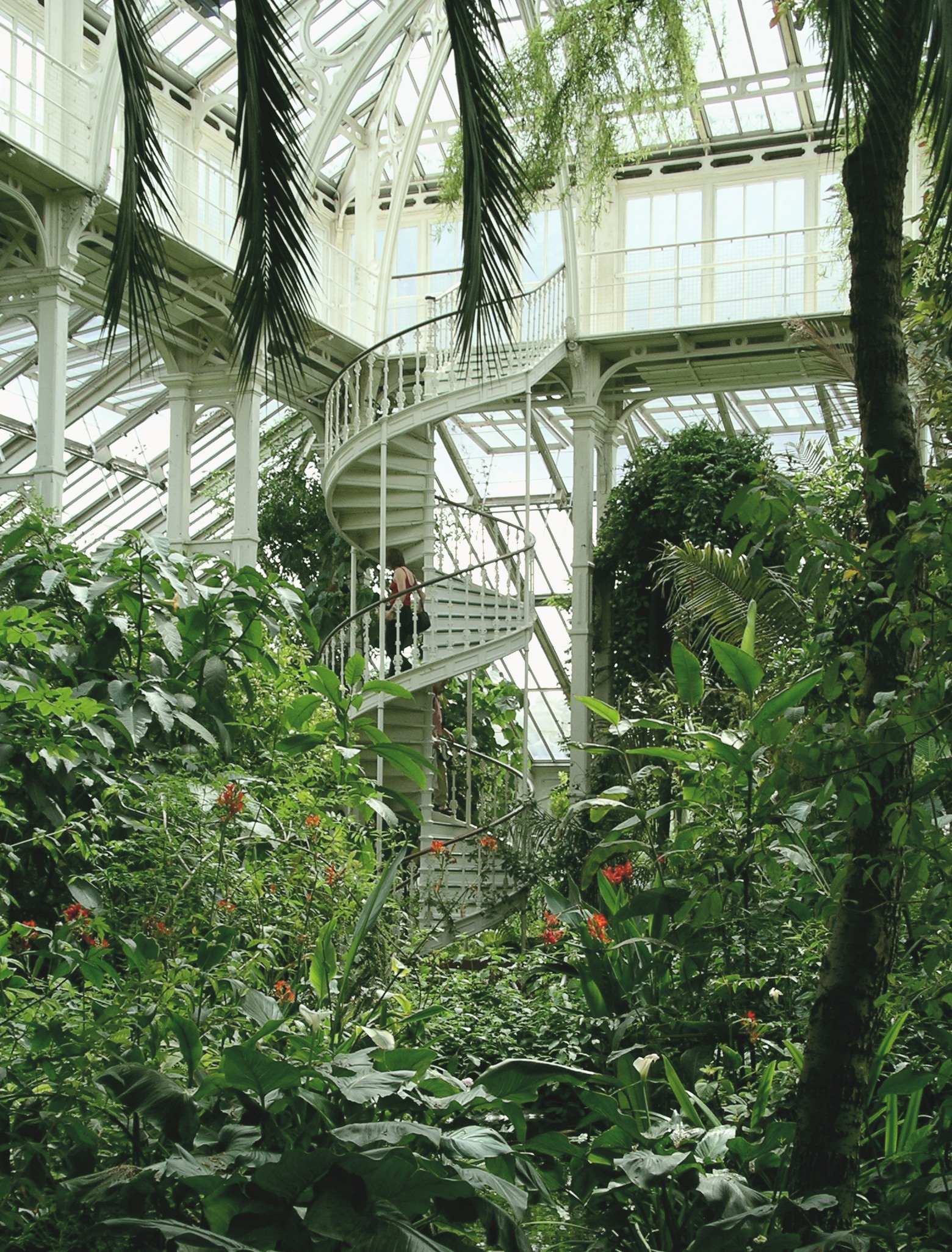
キュー王立植物園の温室（ロンドン）
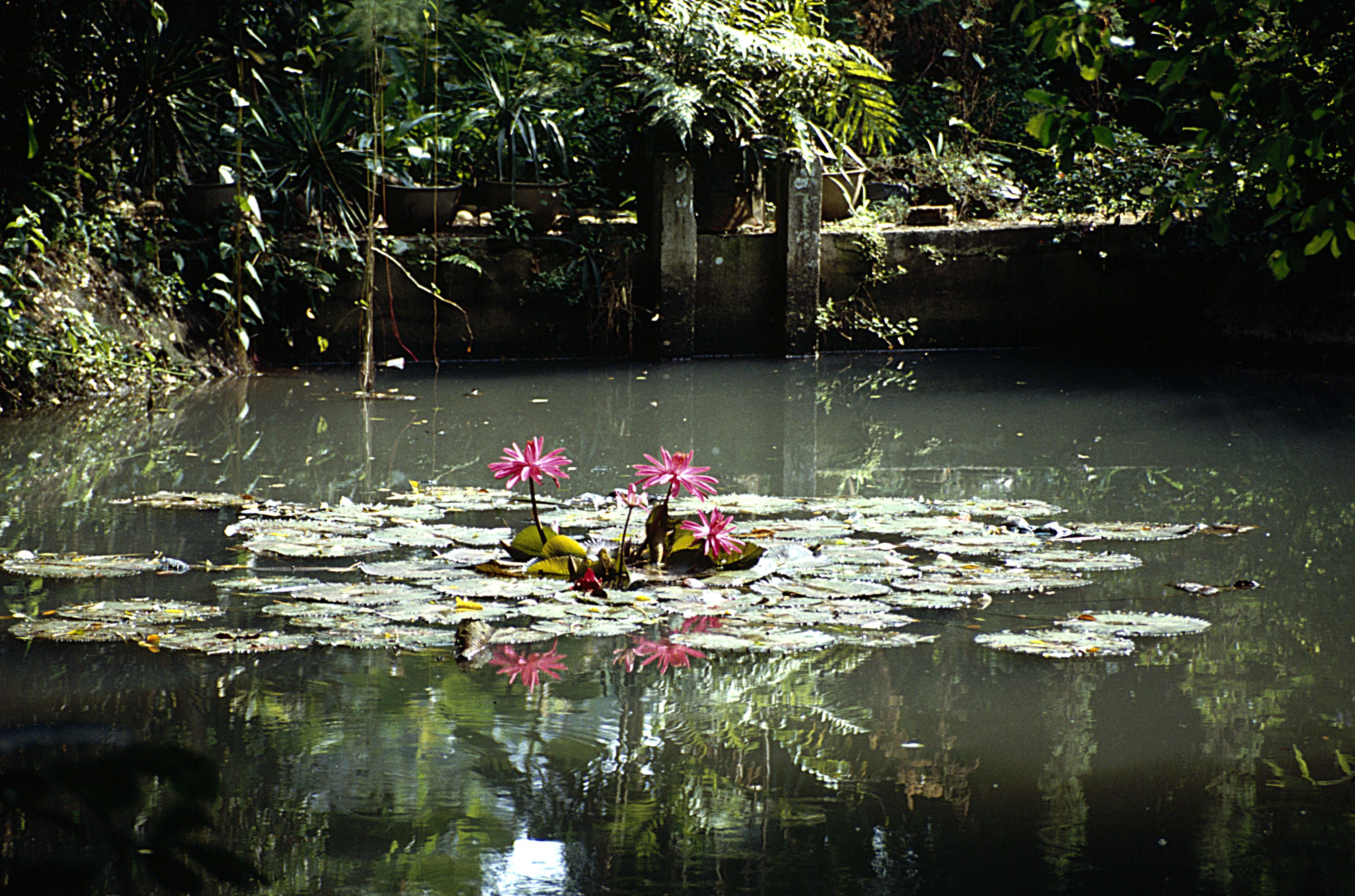
ボゴール植物園の蓮池（インドネシア・ボゴール）
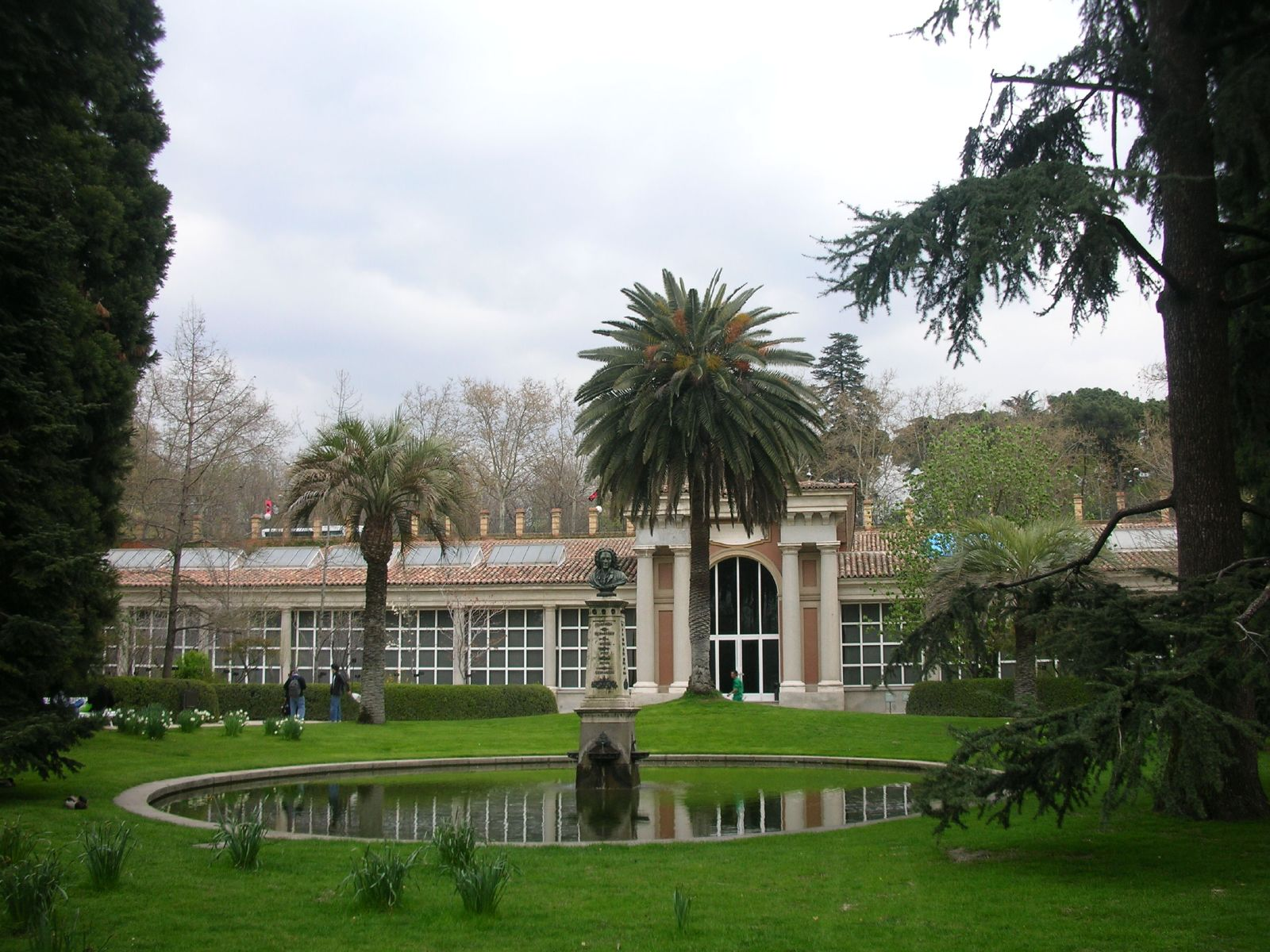
マドリード王立植物園（マドリード）
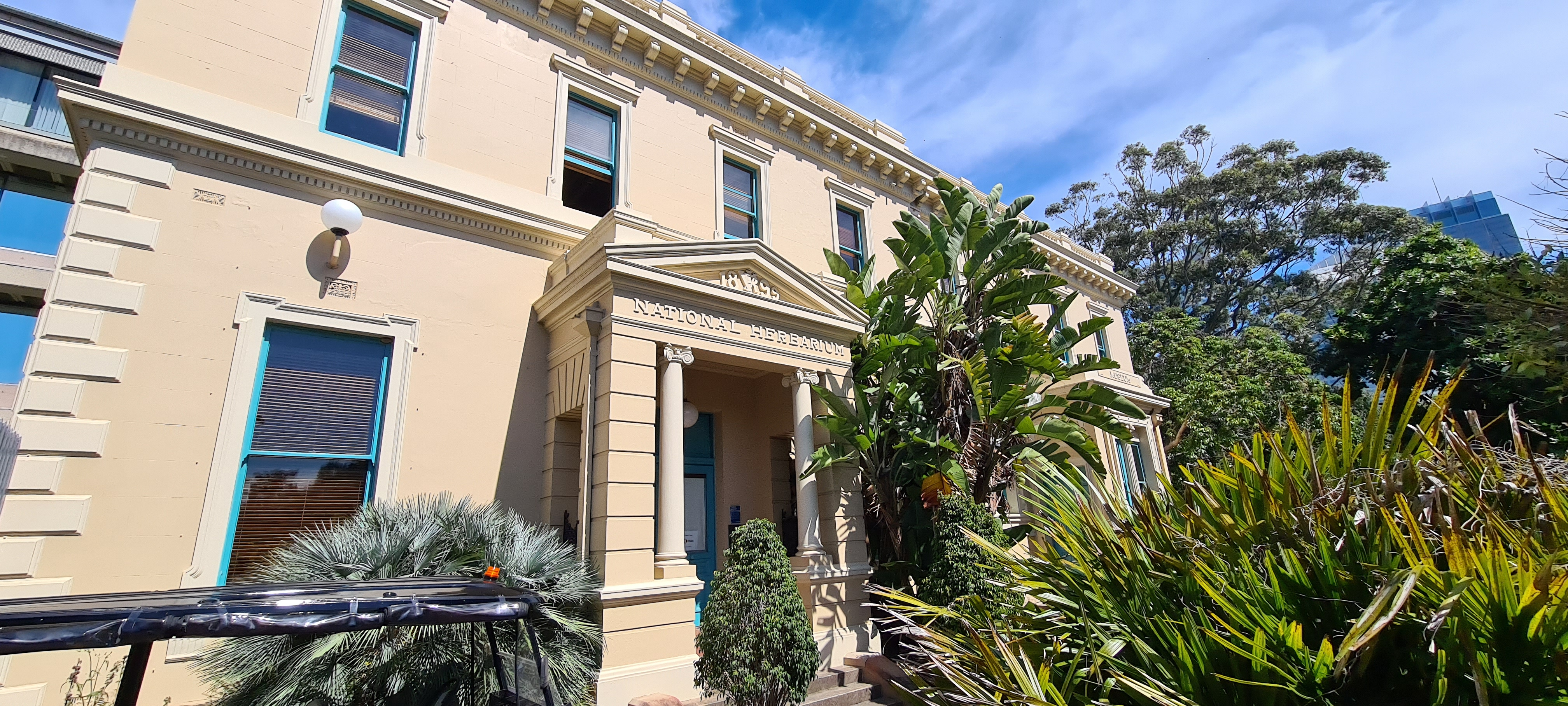
シドニー王立植物園の植物標本館（シドニー）
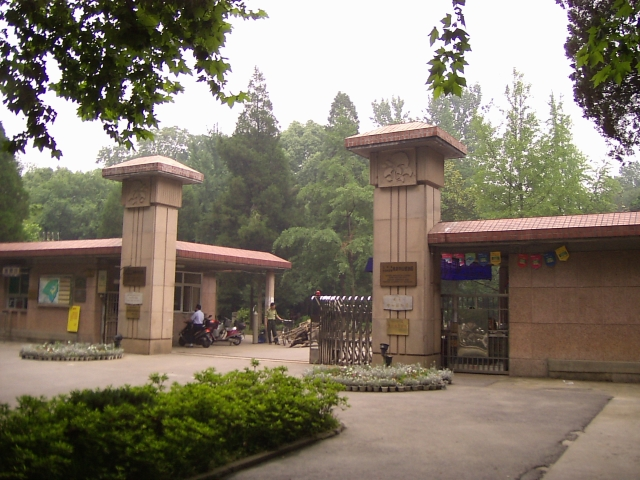
中山植物園の入口（南京）
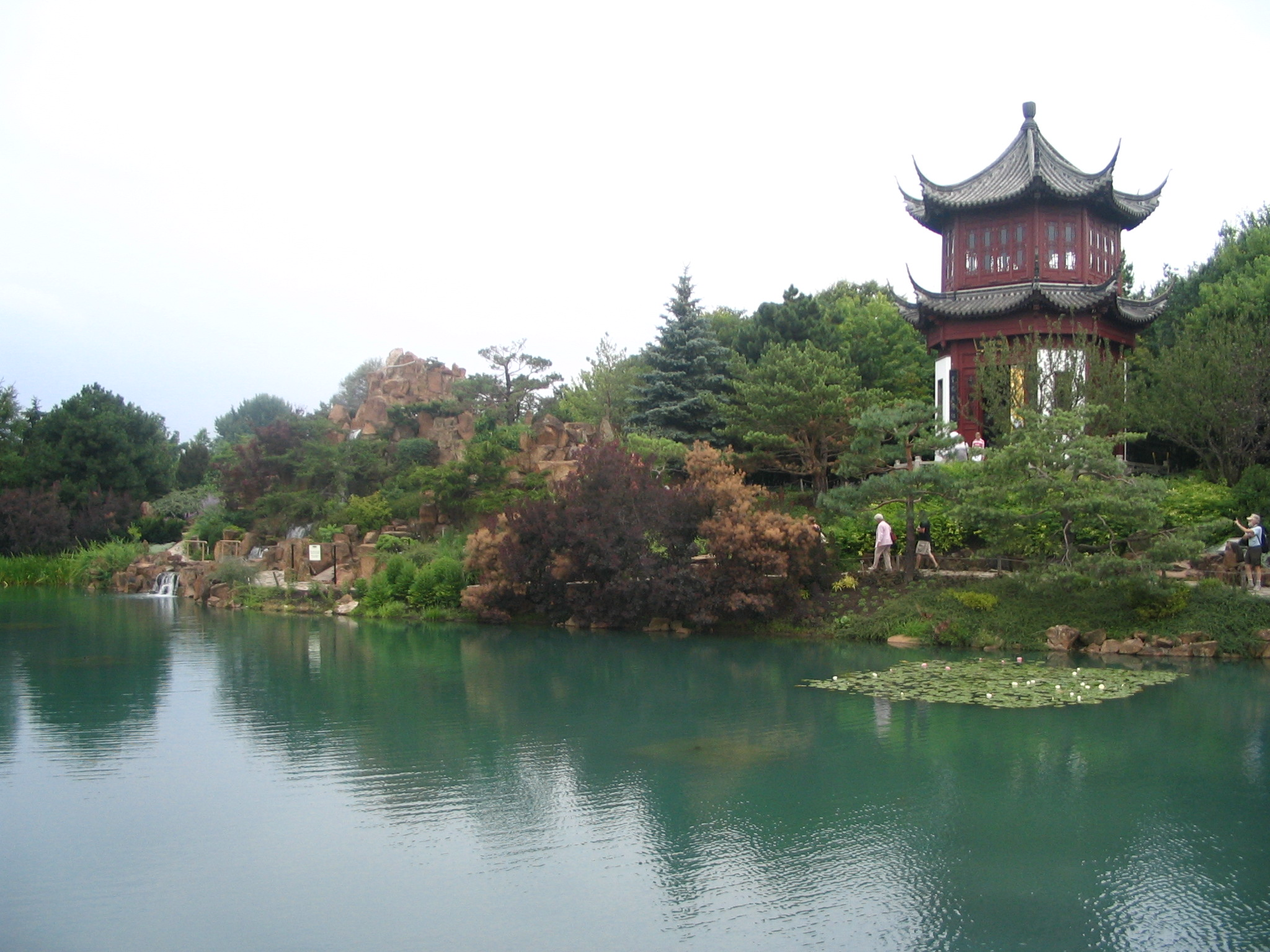
モントリオール植物園の中国庭園（モントリオール）
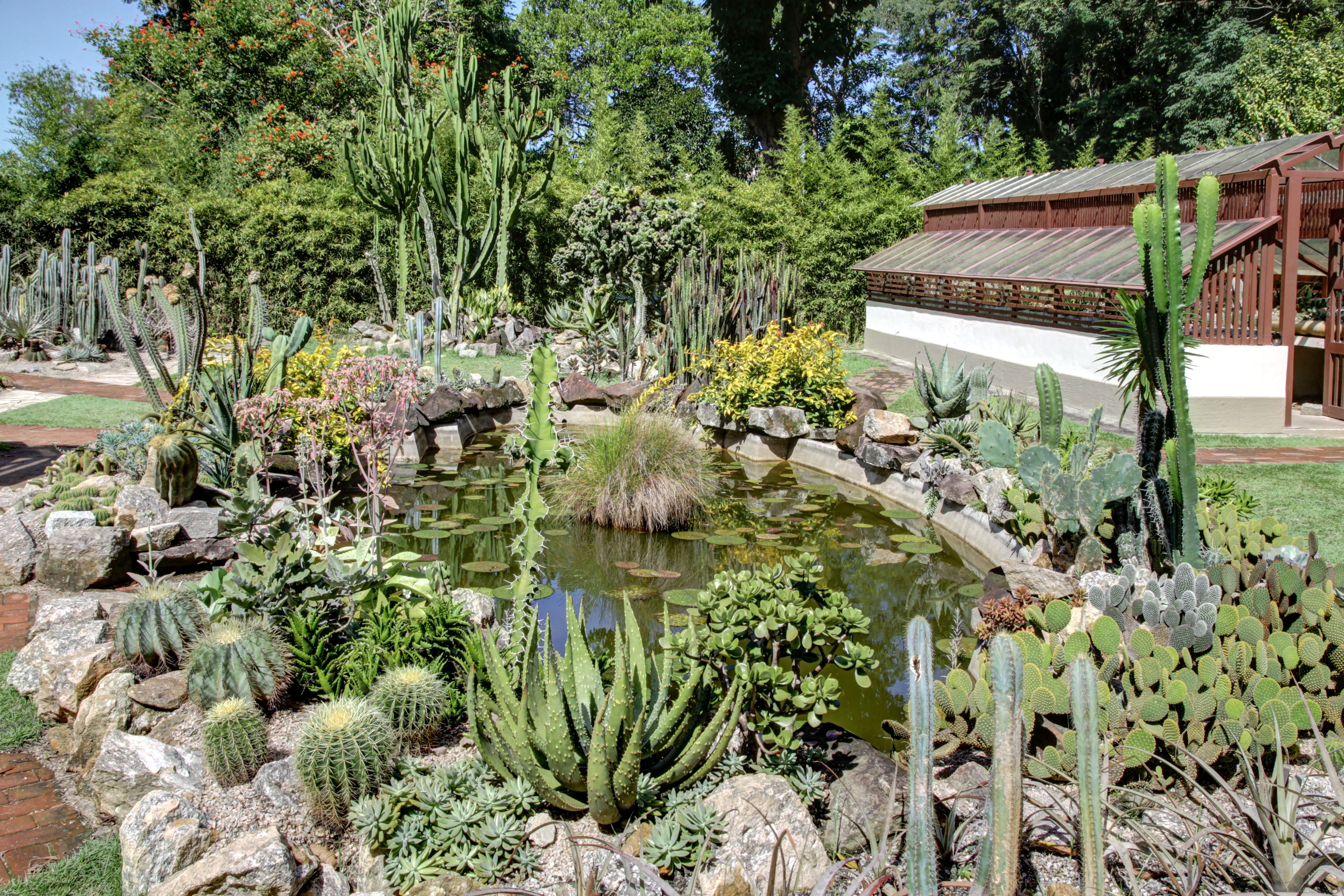
リオデジャネイロ植物園のサボテン（リオデジャネイロ）
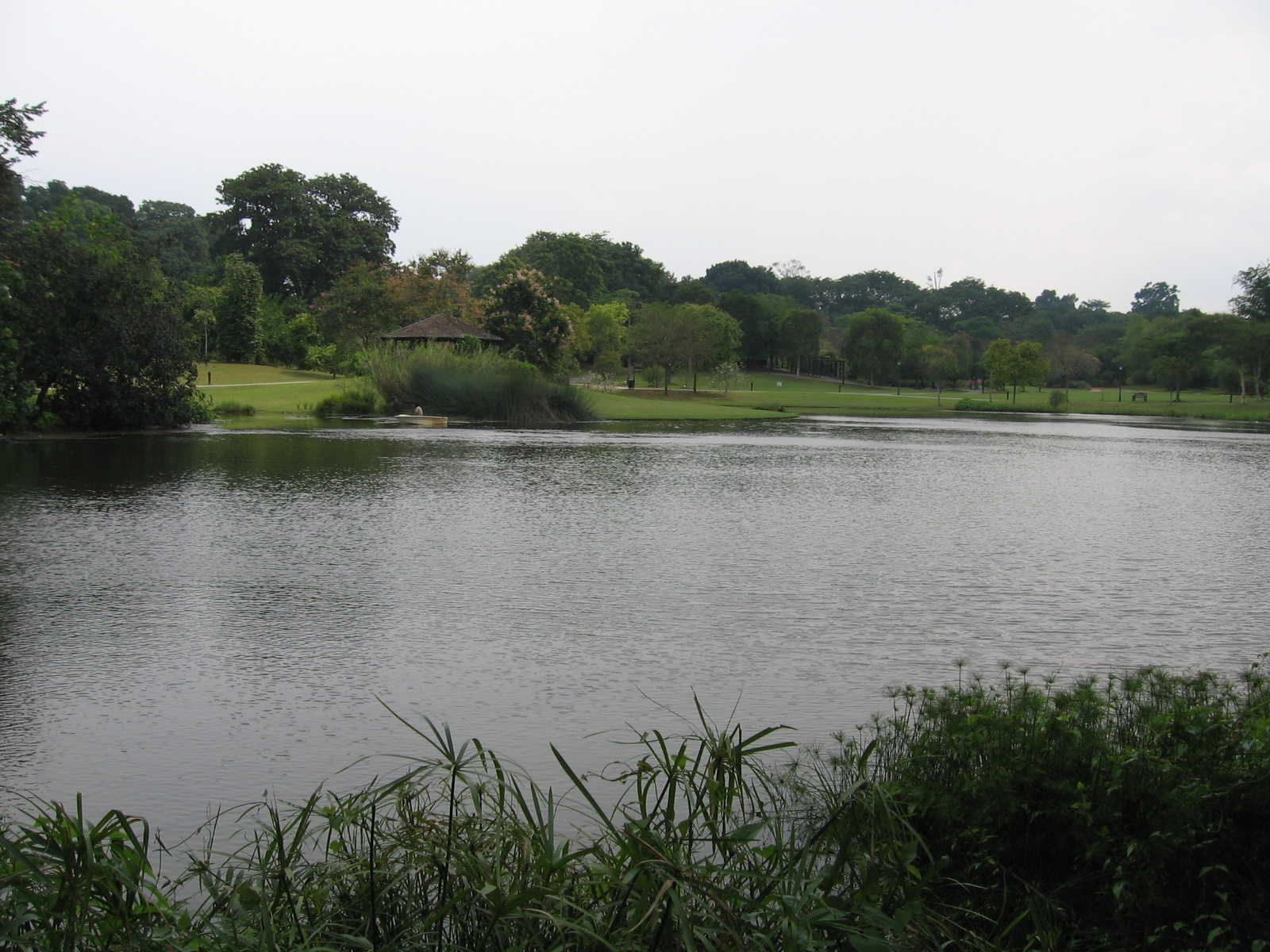
シンガポール植物園のエコ湖（シンガポール）
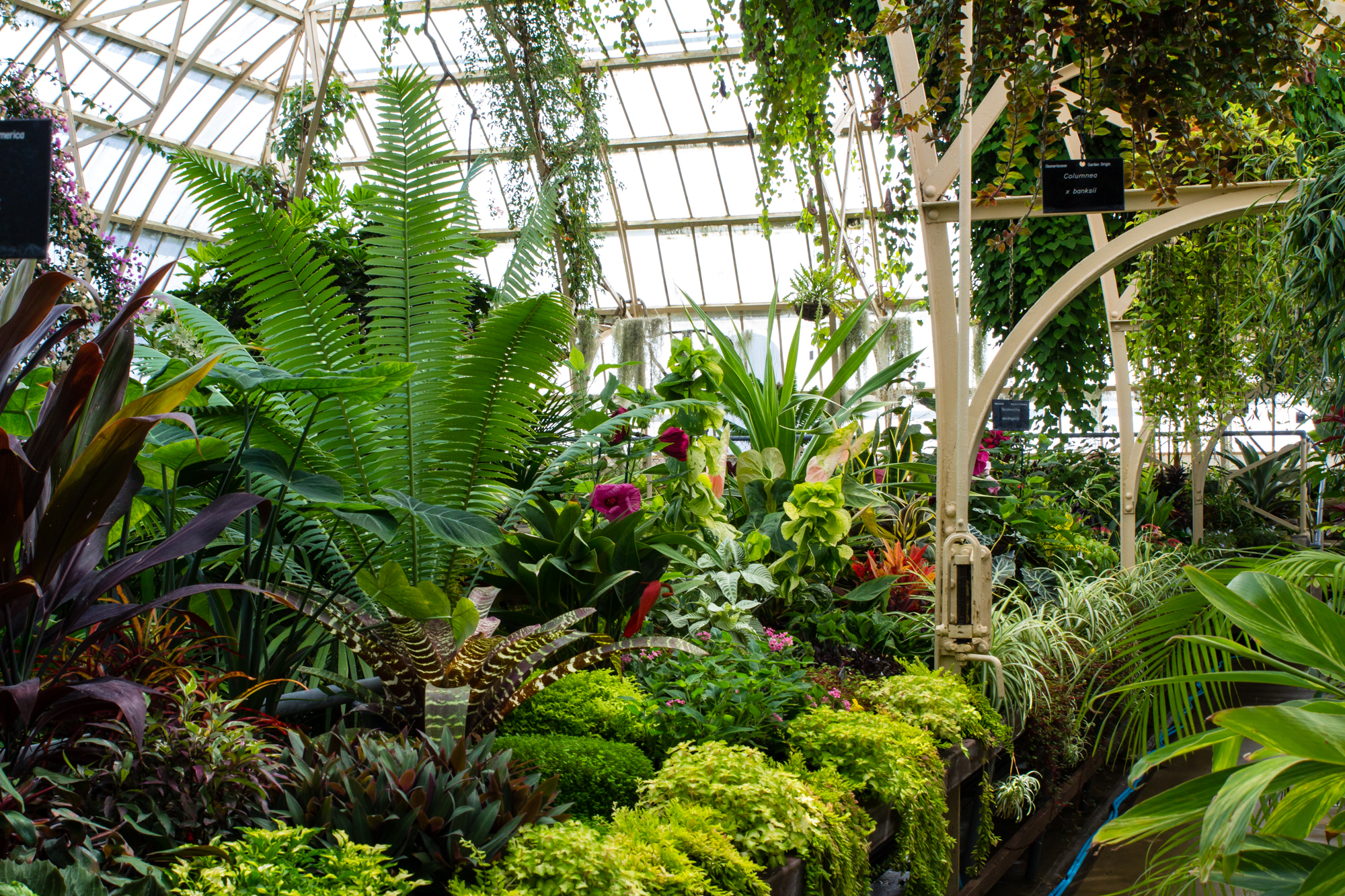
クライストチャーチ植物園の温室（クライストチャーチ）
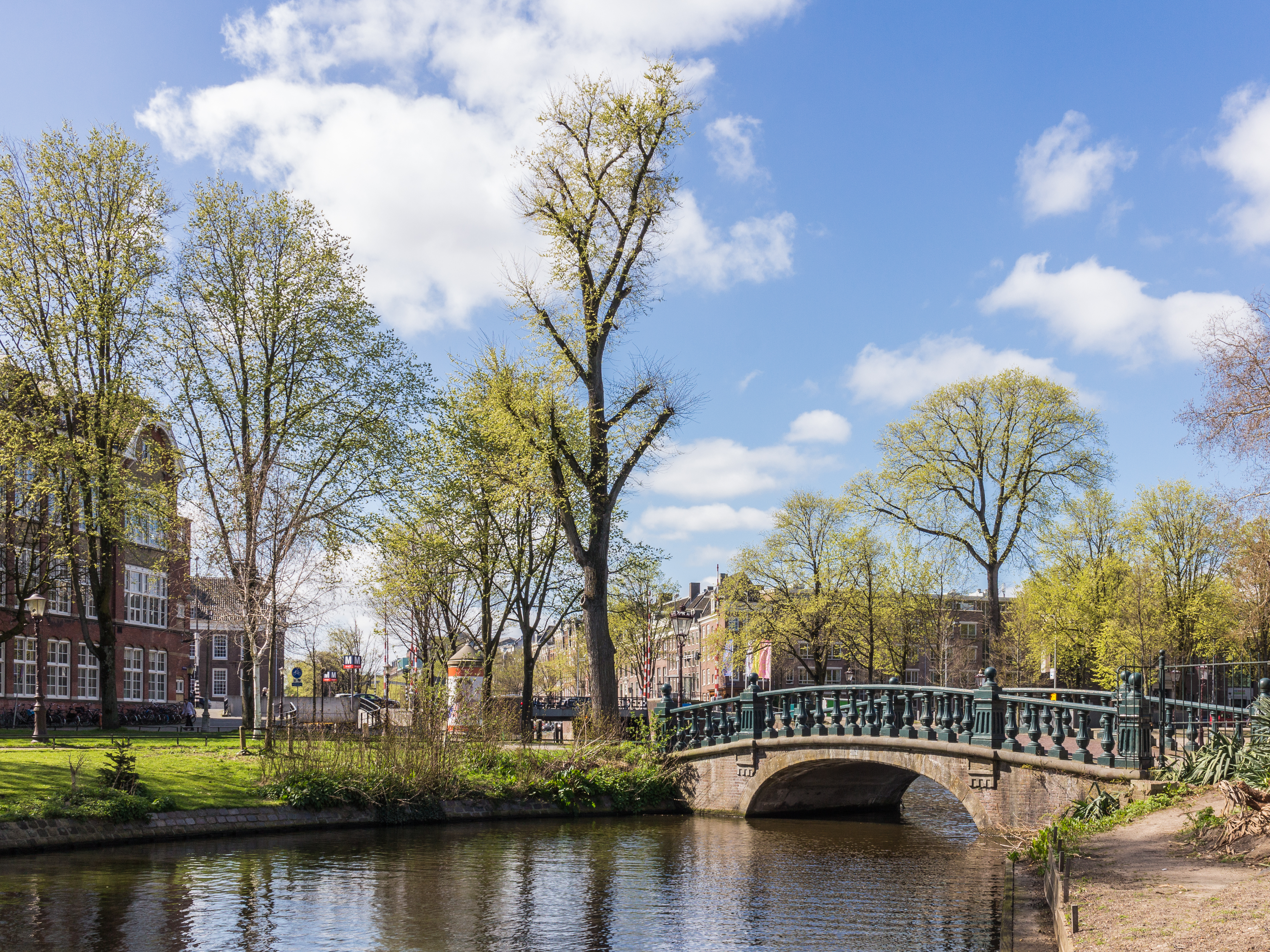
アムステルダム植物園の橋（アムステルダム）
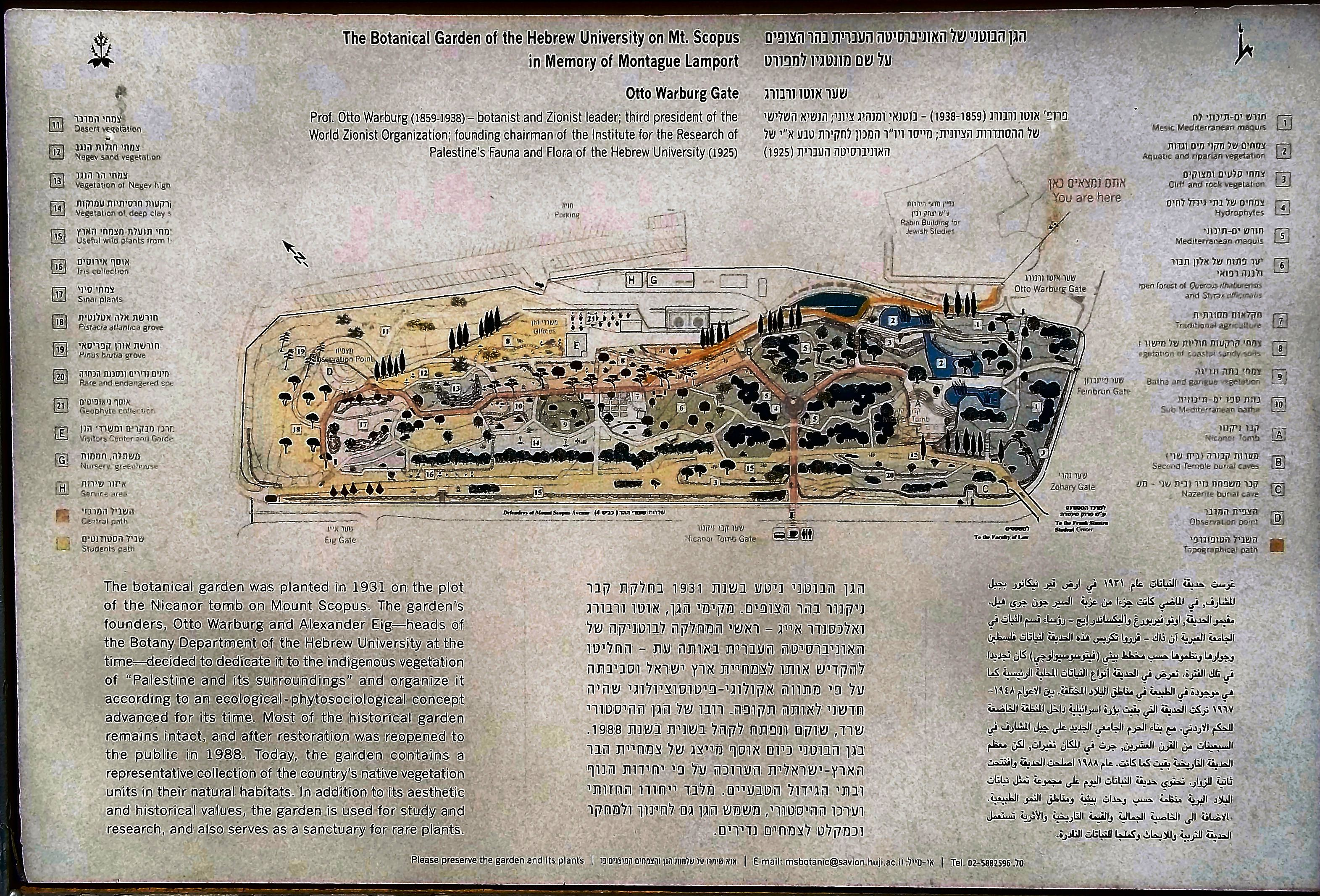
イスラエル国立植物園の案内図（エルサレム）
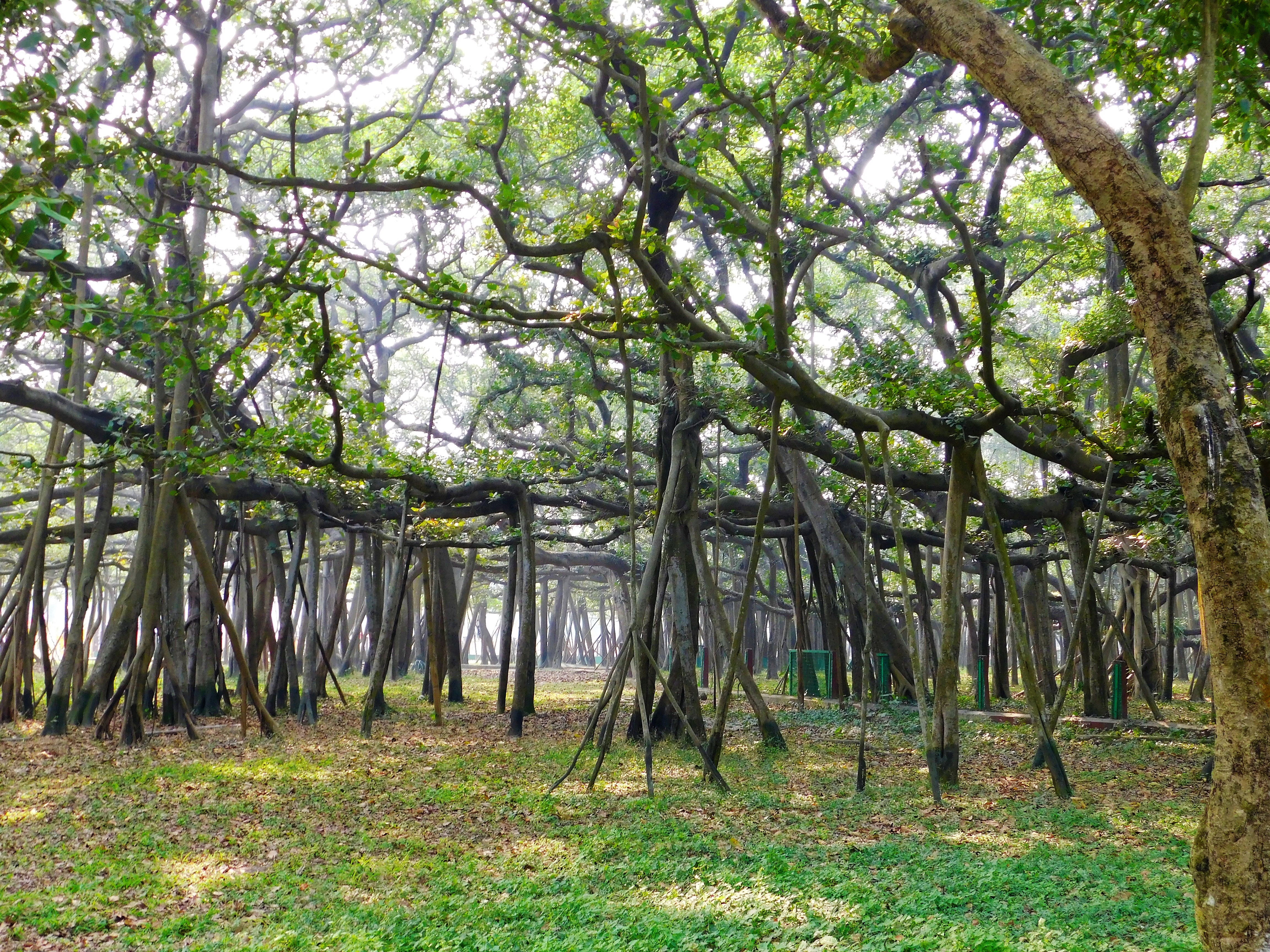
アチャーヤ・ジャガディッシュ・チャンドラ・ボース植物園（コルカタ）
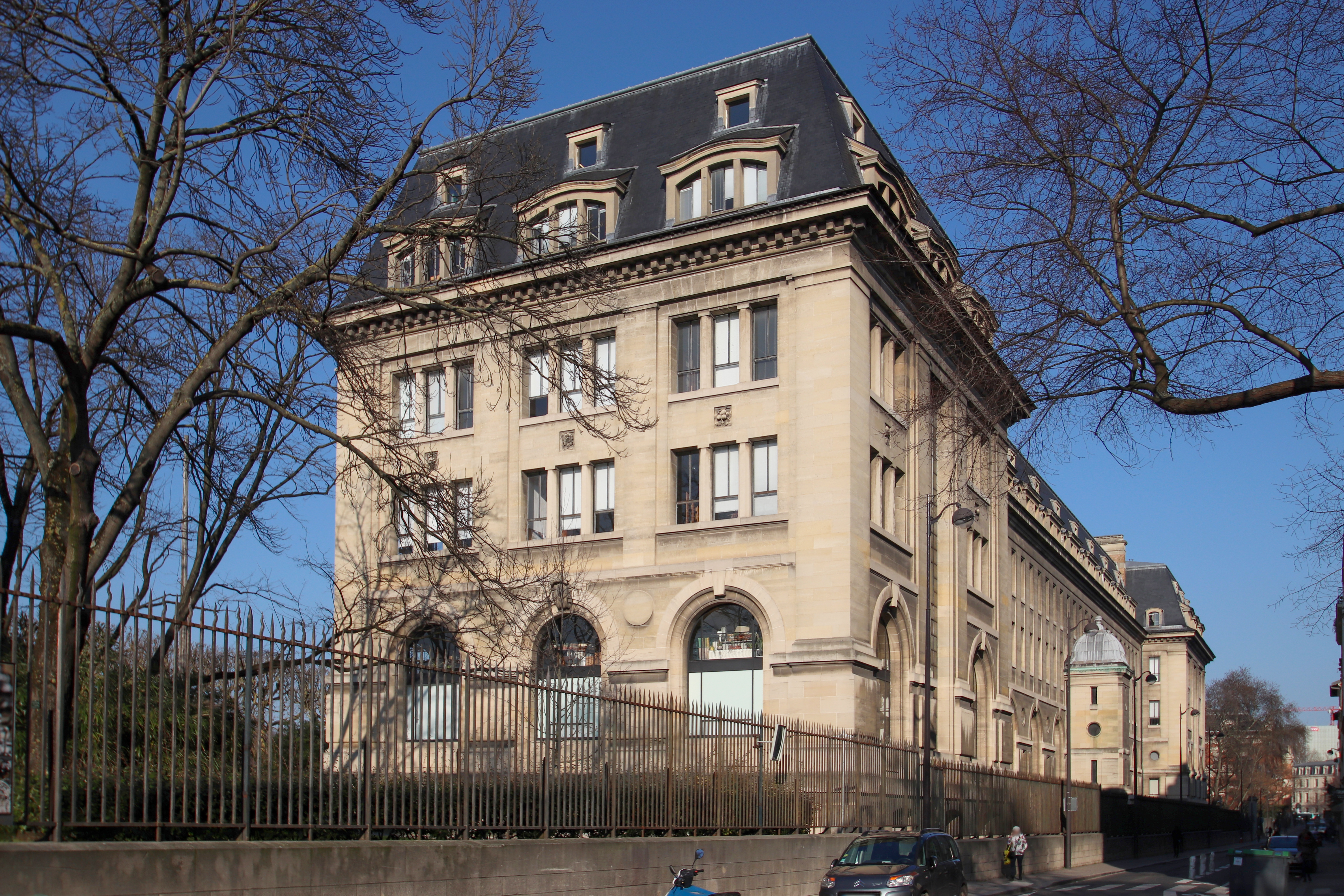
パリ植物園の資料館（パリ）
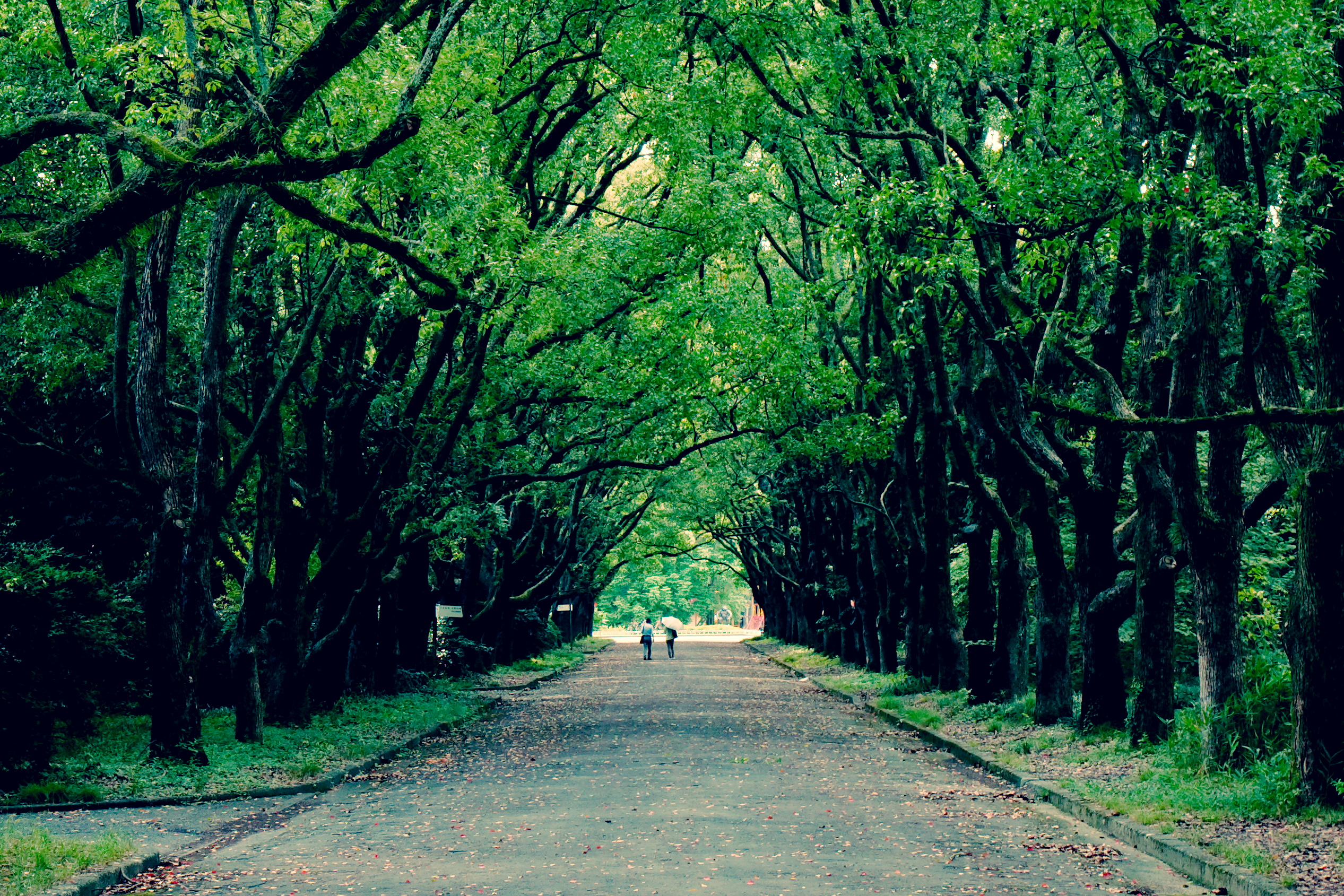
京都府立植物園の楠（京都）